# Llista d'asteroides (267001-268000)
Llista d'asteroides del 267.001 al 268.000, amb data de descoberta i descobridor. És un fragment de la llista d'asteroides completa. Als asteroides se'ls dona un número quan es confirma la seva òrbita, per tant apareixen llistats aproximadament segons la data de descobriment.

## 267001-267100
| Nom            | Designació provisional | Data de descobriment   | Lloc de descobriment | Descobridor/s                                          |
| -------------- | ---------------------- | ---------------------- | -------------------- | ------------------------------------------------------ |
| 267001         | 1094 T-3               | 17 d'octubre de 1977   | Palomar              | C. J. van Houten, I. van Houten-Groeneveld, T. Gehrels |
| 267002         | 3807 T-3               | 16 d'octubre de 1977   | Palomar              | C. J. van Houten, I. van Houten-Groeneveld, T. Gehrels |
| 267003 Burkert | 1978 PF                | 10 d'agost de 1978     | La Silla             | L. D. Schmadel                                         |
| 267004         | 1981 UA                | 21 d'octubre de 1981   | Palomar              | S. Dunbar                                              |
| 267005         | 1992 RN5               | 2 de setembre de 1992  | La Silla             | E. W. Elst                                             |
| 267006         | 1993 BR11              | 22 de gener de 1993    | Kitt Peak            | Spacewatch                                             |
| 267007         | 1993 FD14              | 17 de març de 1993     | La Silla             | UESAC                                                  |
| 267008         | 1993 FS62              | 19 de març de 1993     | La Silla             | UESAC                                                  |
| 267009         | 1993 TN7               | 9 d'octubre de 1993    | Kitt Peak            | Spacewatch                                             |
| 267010         | 1994 CX4               | 11 de febrer de 1994   | Kitt Peak            | Spacewatch                                             |
| 267011         | 1994 PQ26              | 12 d'agost de 1994     | La Silla             | E. W. Elst                                             |
| 267012         | 1994 RM26              | 3 de setembre de 1994  | La Silla             | E. W. Elst                                             |
| 267013         | 1995 SW14              | 18 de setembre de 1995 | Kitt Peak            | Spacewatch                                             |
| 267014         | 1995 SY40              | 25 de setembre de 1995 | Kitt Peak            | Spacewatch                                             |
| 267015         | 1995 SL62              | 25 de setembre de 1995 | Kitt Peak            | Spacewatch                                             |
| 267016         | 1995 SP65              | 26 de setembre de 1995 | Kitt Peak            | Spacewatch                                             |
| 267017         | 1995 UA                | 16 d'octubre de 1995   | Colleverde           | V. S. Casulli                                          |
| 267018         | 1995 UL2               | 24 d'octubre de 1995   | Klet                 | Klet                                                   |
| 267019         | 1995 VB4               | 14 de novembre de 1995 | Kitt Peak            | Spacewatch                                             |
| 267020         | 1995 VB11              | 15 de novembre de 1995 | Kitt Peak            | Spacewatch                                             |
| 267021         | 1995 VC11              | 15 de novembre de 1995 | Kitt Peak            | Spacewatch                                             |
| 267022         | 1995 WX26              | 17 de novembre de 1995 | Kitt Peak            | Spacewatch                                             |
| 267023         | 1995 WF31              | 19 de novembre de 1995 | Kitt Peak            | Spacewatch                                             |
| 267024         | 1995 XK3               | 14 de desembre de 1995 | Kitt Peak            | Spacewatch                                             |
| 267025         | 1995 XL3               | 14 de desembre de 1995 | Kitt Peak            | Spacewatch                                             |
| 267026         | 1996 ED7               | 11 de març de 1996     | Kitt Peak            | Spacewatch                                             |
| 267027         | 1996 RN8               | 6 de setembre de 1996  | Kitt Peak            | Spacewatch                                             |
| 267028         | 1996 RF19              | 15 de setembre de 1996 | Kitt Peak            | Spacewatch                                             |
| 267029         | 1996 TT27              | 7 d'octubre de 1996    | Kitt Peak            | Spacewatch                                             |
| 267030         | 1996 TV40              | 8 d'octubre de 1996    | La Silla             | E. W. Elst                                             |
| 267031         | 1996 TZ50              | 5 d'octubre de 1996    | La Silla             | E. W. Elst                                             |
| 267032         | 1996 TC60              | 3 d'octubre de 1996    | La Silla             | E. W. Elst                                             |
| 267033         | 1996 VW35              | 9 de novembre de 1996  | Kitt Peak            | Spacewatch                                             |
| 267034         | 1997 AC25              | 12 de gener de 1997    | Caussols             | ODAS                                                   |
| 267035         | 1997 EB10              | 3 de març de 1997      | Kitt Peak            | Spacewatch                                             |
| 267036         | 1997 SC11              | 27 de setembre de 1997 | Rand                 | G. R. Viscome                                          |
| 267037         | 1997 YG                | 18 de desembre de 1997 | Oizumi               | T. Kobayashi                                           |
| 267038         | 1997 YM2               | 21 de desembre de 1997 | Oizumi               | T. Kobayashi                                           |
| 267039         | 1998 DF18              | 23 de febrer de 1998   | Kitt Peak            | Spacewatch                                             |
| 267040         | 1998 FW                | 18 de març de 1998     | Kitt Peak            | Spacewatch                                             |
| 267041         | 1998 FL143             | 29 de març de 1998     | Socorro              | LINEAR                                                 |
| 267042         | 1998 GA10              | 2 d'abril de 1998      | Socorro              | LINEAR                                                 |
| 267043         | 1998 HQ10              | 17 d'abril de 1998     | Kitt Peak            | Spacewatch                                             |
| 267044         | 1998 HN118             | 23 d'abril de 1998     | Socorro              | LINEAR                                                 |
| 267045         | 1998 QK49              | 17 d'agost de 1998     | Socorro              | LINEAR                                                 |
| 267046         | 1998 RU17              | 14 de setembre de 1998 | Socorro              | LINEAR                                                 |
| 267047         | 1998 RK40              | 14 de setembre de 1998 | Socorro              | LINEAR                                                 |
| 267048         | 1998 RX46              | 14 de setembre de 1998 | Socorro              | LINEAR                                                 |
| 267049         | 1998 RE49              | 14 de setembre de 1998 | Socorro              | LINEAR                                                 |
| 267050         | 1998 SG3               | 17 de setembre de 1998 | Caussols             | ODAS                                                   |
| 267051         | 1998 SA27              | 20 de setembre de 1998 | Xinglong             | Beijing Schmidt CCD Asteroid Program                   |
| 267052         | 1998 SD95              | 26 de setembre de 1998 | Socorro              | LINEAR                                                 |
| 267053         | 1998 SD98              | 26 de setembre de 1998 | Socorro              | LINEAR                                                 |
| 267054         | 1998 SL152             | 26 de setembre de 1998 | Socorro              | LINEAR                                                 |
| 267055         | 1998 SR153             | 26 de setembre de 1998 | Socorro              | LINEAR                                                 |
| 267056         | 1998 UX39              | 28 d'octubre de 1998   | Socorro              | LINEAR                                                 |
| 267057         | 1998 VL41              | 14 de novembre de 1998 | Kitt Peak            | Spacewatch                                             |
| 267058         | 1998 VR48              | 15 de novembre de 1998 | Kitt Peak            | Spacewatch                                             |
| 267059         | 1998 WK25              | 16 de novembre de 1998 | Kitt Peak            | Spacewatch                                             |
| 267060         | 1998 WH42              | 19 de novembre de 1998 | Caussols             | ODAS                                                   |
| 267061         | 1998 WD44              | 19 de novembre de 1998 | Caussols             | ODAS                                                   |
| 267062         | 1998 YH5               | 20 de desembre de 1998 | Catalina             | CSS                                                    |
| 267063         | 1999 FC77              | 20 de març de 1999     | Apache Point         | Sloan Digital Sky Survey                               |
| 267064         | 1999 FU83              | 20 de març de 1999     | Apache Point         | Sloan Digital Sky Survey                               |
| 267065         | 1999 RS7               | 3 de setembre de 1999  | Kitt Peak            | Spacewatch                                             |
| 267066         | 1999 RR30              | 8 de setembre de 1999  | Socorro              | LINEAR                                                 |
| 267067         | 1999 RY56              | 7 de setembre de 1999  | Socorro              | LINEAR                                                 |
| 267068         | 1999 RA249             | 7 de setembre de 1999  | Socorro              | LINEAR                                                 |
| 267069         | 1999 TY48              | 4 d'octubre de 1999    | Kitt Peak            | Spacewatch                                             |
| 267070         | 1999 TH64              | 8 d'octubre de 1999    | Kitt Peak            | Spacewatch                                             |
| 267071         | 1999 TP66              | 8 d'octubre de 1999    | Kitt Peak            | Spacewatch                                             |
| 267072         | 1999 TG70              | 9 d'octubre de 1999    | Kitt Peak            | Spacewatch                                             |
| 267073         | 1999 TT82              | 12 d'octubre de 1999   | Kitt Peak            | Spacewatch                                             |
| 267074         | 1999 TR103             | 3 d'octubre de 1999    | Socorro              | LINEAR                                                 |
| 267075         | 1999 TV169             | 10 d'octubre de 1999   | Socorro              | LINEAR                                                 |
| 267076         | 1999 TW192             | 12 d'octubre de 1999   | Socorro              | LINEAR                                                 |
| 267077         | 1999 TC204             | 13 d'octubre de 1999   | Socorro              | LINEAR                                                 |
| 267078         | 1999 TK224             | 1 d'octubre de 1999    | Kitt Peak            | Spacewatch                                             |
| 267079         | 1999 TY265             | 3 d'octubre de 1999    | Socorro              | LINEAR                                                 |
| 267080         | 1999 TF294             | 1 d'octubre de 1999    | Kitt Peak            | Spacewatch                                             |
| 267081         | 1999 TR318             | 12 d'octubre de 1999   | Kitt Peak            | Spacewatch                                             |
| 267082         | 1999 UG59              | 31 d'octubre de 1999   | Kitt Peak            | Spacewatch                                             |
| 267083         | 1999 VD59              | 4 de novembre de 1999  | Socorro              | LINEAR                                                 |
| 267084         | 1999 VQ74              | 5 de novembre de 1999  | Kitt Peak            | Spacewatch                                             |
| 267085         | 1999 VW75              | 5 de novembre de 1999  | Kitt Peak            | Spacewatch                                             |
| 267086         | 1999 VK83              | 1 de novembre de 1999  | Kitt Peak            | Spacewatch                                             |
| 267087         | 1999 VJ91              | 5 de novembre de 1999  | Socorro              | LINEAR                                                 |
| 267088         | 1999 VS126             | 9 de novembre de 1999  | Kitt Peak            | Spacewatch                                             |
| 267089         | 1999 VU132             | 10 de novembre de 1999 | Kitt Peak            | Spacewatch                                             |
| 267090         | 1999 VS198             | 3 de novembre de 1999  | Catalina             | CSS                                                    |
| 267091         | 1999 VE210             | 12 de novembre de 1999 | Socorro              | LINEAR                                                 |
| 267092         | 1999 VW214             | 1 de novembre de 1999  | Kitt Peak            | Spacewatch                                             |
| 267093         | 1999 XO45              | 7 de desembre de 1999  | Socorro              | LINEAR                                                 |
| 267094         | 1999 XJ131             | 12 de desembre de 1999 | Socorro              | LINEAR                                                 |
| 267095         | 1999 XB138             | 2 de desembre de 1999  | Kitt Peak            | Spacewatch                                             |
| 267096         | 1999 XZ139             | 2 de desembre de 1999  | Kitt Peak            | Spacewatch                                             |
| 267097         | 1999 XQ145             | 7 de desembre de 1999  | Kitt Peak            | Spacewatch                                             |
| 267098         | 1999 XC217             | 13 de desembre de 1999 | Kitt Peak            | Spacewatch                                             |
| 267099         | 1999 XG227             | 15 de desembre de 1999 | Kitt Peak            | Spacewatch                                             |
| 267100         | 1999 XL251             | 9 de desembre de 1999  | Kitt Peak            | Spacewatch                                             |

## 267101-267200
| Nom    | Designació provisional | Data de descobriment   | Lloc de descobriment | Descobridor/s |
| ------ | ---------------------- | ---------------------- | -------------------- | ------------- |
| 267101 | 1999 XO255             | 12 de desembre de 1999 | Kitt Peak            | Spacewatch    |
| 267102 | 1999 YU                | 17 de desembre de 1999 | Socorro              | LINEAR        |
| 267103 | 1999 YE4               | 19 de desembre de 1999 | Socorro              | LINEAR        |
| 267104 | 2000 AR19              | 3 de gener de 2000     | Socorro              | LINEAR        |
| 267105 | 2000 AF72              | 5 de gener de 2000     | Socorro              | LINEAR        |
| 267106 | 2000 AE82              | 5 de gener de 2000     | Socorro              | LINEAR        |
| 267107 | 2000 AY92              | 3 de gener de 2000     | Socorro              | LINEAR        |
| 267108 | 2000 AP218             | 8 de gener de 2000     | Kitt Peak            | Spacewatch    |
| 267109 | 2000 AW231             | 4 de gener de 2000     | Socorro              | LINEAR        |
| 267110 | 2000 BV13              | 29 de gener de 2000    | Kitt Peak            | Spacewatch    |
| 267111 | 2000 CZ2               | 2 de febrer de 2000    | Socorro              | LINEAR        |
| 267112 | 2000 CF17              | 2 de febrer de 2000    | Socorro              | LINEAR        |
| 267113 | 2000 CP42              | 2 de febrer de 2000    | Socorro              | LINEAR        |
| 267114 | 2000 CJ114             | 12 de febrer de 2000   | Kitt Peak            | Spacewatch    |
| 267115 | 2000 CQ120             | 4 de febrer de 2000    | Socorro              | LINEAR        |
| 267116 | 2000 CN122             | 3 de febrer de 2000    | Socorro              | LINEAR        |
| 267117 | 2000 DE10              | 26 de febrer de 2000   | Kitt Peak            | Spacewatch    |
| 267118 | 2000 DR25              | 29 de febrer de 2000   | Socorro              | LINEAR        |
| 267119 | 2000 DA29              | 29 de febrer de 2000   | Socorro              | LINEAR        |
| 267120 | 2000 DC72              | 29 de febrer de 2000   | Socorro              | LINEAR        |
| 267121 | 2000 DJ87              | 29 de febrer de 2000   | Socorro              | LINEAR        |
| 267122 | 2000 DO90              | 27 de febrer de 2000   | Kitt Peak            | Spacewatch    |
| 267123 | 2000 DY90              | 27 de febrer de 2000   | Kitt Peak            | Spacewatch    |
| 267124 | 2000 DT101             | 29 de febrer de 2000   | Socorro              | LINEAR        |
| 267125 | 2000 DF111             | 29 de febrer de 2000   | Socorro              | LINEAR        |
| 267126 | 2000 DC113             | 27 de febrer de 2000   | Kitt Peak            | Spacewatch    |
| 267127 | 2000 DO117             | 25 de febrer de 2000   | Kitt Peak            | Spacewatch    |
| 267128 | 2000 EA5               | 2 de març de 2000      | Kitt Peak            | Spacewatch    |
| 267129 | 2000 EU13              | 5 de març de 2000      | Socorro              | LINEAR        |
| 267130 | 2000 ED23              | 3 de març de 2000      | Kitt Peak            | Spacewatch    |
| 267131 | 2000 EK26              | 4 de març de 2000      | Socorro              | LINEAR        |
| 267132 | 2000 EF27              | 3 de març de 2000      | Socorro              | LINEAR        |
| 267133 | 2000 ET27              | 4 de març de 2000      | Socorro              | LINEAR        |
| 267134 | 2000 EQ63              | 10 de març de 2000     | Socorro              | LINEAR        |
| 267135 | 2000 EL64              | 10 de març de 2000     | Socorro              | LINEAR        |
| 267136 | 2000 EF104             | 11 de març de 2000     | Catalina             | CSS           |
| 267137 | 2000 EU115             | 10 de març de 2000     | Kitt Peak            | Spacewatch    |
| 267138 | 2000 EB122             | 11 de març de 2000     | Anderson Mesa        | LONEOS        |
| 267139 | 2000 EW152             | 6 de març de 2000      | Haleakala            | NEAT          |
| 267140 | 2000 ER159             | 3 de març de 2000      | Socorro              | LINEAR        |
| 267141 | 2000 EJ174             | 5 de març de 2000      | Socorro              | LINEAR        |
| 267142 | 2000 EV193             | 3 de març de 2000      | Socorro              | LINEAR        |
| 267143 | 2000 FA5               | 27 de març de 2000     | Kitt Peak            | Spacewatch    |
| 267144 | 2000 FF6               | 25 de març de 2000     | Kitt Peak            | Spacewatch    |
| 267145 | 2000 FG15              | 29 de març de 2000     | Socorro              | LINEAR        |
| 267146 | 2000 FS24              | 29 de març de 2000     | Socorro              | LINEAR        |
| 267147 | 2000 FM48              | 29 de març de 2000     | Socorro              | LINEAR        |
| 267148 | 2000 FD62              | 26 de març de 2000     | Anderson Mesa        | LONEOS        |
| 267149 | 2000 FJ73              | 25 de març de 2000     | Kitt Peak            | Spacewatch    |
| 267150 | 2000 GJ4               | 3 d'abril de 2000      | Socorro              | LINEAR        |
| 267151 | 2000 GF30              | 5 d'abril de 2000      | Socorro              | LINEAR        |
| 267152 | 2000 GH32              | 5 d'abril de 2000      | Socorro              | LINEAR        |
| 267153 | 2000 GQ56              | 5 d'abril de 2000      | Socorro              | LINEAR        |
| 267154 | 2000 GM69              | 5 d'abril de 2000      | Socorro              | LINEAR        |
| 267155 | 2000 GV86              | 4 d'abril de 2000      | Socorro              | LINEAR        |
| 267156 | 2000 GB104             | 7 d'abril de 2000      | Socorro              | LINEAR        |
| 267157 | 2000 GB130             | 5 d'abril de 2000      | Kitt Peak            | Spacewatch    |
| 267158 | 2000 GN142             | 7 d'abril de 2000      | Anderson Mesa        | LONEOS        |
| 267159 | 2000 GO149             | 5 d'abril de 2000      | Socorro              | LINEAR        |
| 267160 | 2000 GR171             | 3 d'abril de 2000      | Socorro              | LINEAR        |
| 267161 | 2000 GK178             | 2 d'abril de 2000      | Anderson Mesa        | LONEOS        |
| 267162 | 2000 HW27              | 28 d'abril de 2000     | Socorro              | LINEAR        |
| 267163 | 2000 HA34              | 25 d'abril de 2000     | Anderson Mesa        | LONEOS        |
| 267164 | 2000 HT42              | 29 d'abril de 2000     | Socorro              | LINEAR        |
| 267165 | 2000 HY58              | 25 d'abril de 2000     | Anderson Mesa        | LONEOS        |
| 267166 | 2000 HH59              | 25 d'abril de 2000     | Anderson Mesa        | LONEOS        |
| 267167 | 2000 HQ82              | 29 d'abril de 2000     | Socorro              | LINEAR        |
| 267168 | 2000 HR86              | 30 d'abril de 2000     | Anderson Mesa        | LONEOS        |
| 267169 | 2000 HW97              | 26 d'abril de 2000     | Anderson Mesa        | LONEOS        |
| 267170 | 2000 HF103             | 27 d'abril de 2000     | Anderson Mesa        | LONEOS        |
| 267171 | 2000 JZ5               | 2 de maig de 2000      | Socorro              | LINEAR        |
| 267172 | 2000 JC10              | 2 de maig de 2000      | Socorro              | LINEAR        |
| 267173 | 2000 JW13              | 6 de maig de 2000      | Socorro              | LINEAR        |
| 267174 | 2000 KW70              | 28 de maig de 2000     | Socorro              | LINEAR        |
| 267175 | 2000 MR6               | 25 de juny de 2000     | Haleakala            | NEAT          |
| 267176 | 2000 OO                | 23 de juliol de 2000   | Reedy Creek          | J. Broughton  |
| 267177 | 2000 OF34              | 30 de juliol de 2000   | Socorro              | LINEAR        |
| 267178 | 2000 OB35              | 30 de juliol de 2000   | Socorro              | LINEAR        |
| 267179 | 2000 QF9               | 22 d'agost de 2000     | Prescott             | P. G. Comba   |
| 267180 | 2000 QK32              | 26 d'agost de 2000     | Socorro              | LINEAR        |
| 267181 | 2000 QD56              | 26 d'agost de 2000     | Socorro              | LINEAR        |
| 267182 | 2000 QX57              | 26 d'agost de 2000     | Socorro              | LINEAR        |
| 267183 | 2000 QP62              | 28 d'agost de 2000     | Socorro              | LINEAR        |
| 267184 | 2000 QN101             | 28 d'agost de 2000     | Socorro              | LINEAR        |
| 267185 | 2000 QE118             | 25 d'agost de 2000     | Socorro              | LINEAR        |
| 267186 | 2000 QH145             | 31 d'agost de 2000     | Socorro              | LINEAR        |
| 267187 | 2000 QX145             | 31 d'agost de 2000     | Socorro              | LINEAR        |
| 267188 | 2000 QQ147             | 31 d'agost de 2000     | Socorro              | LINEAR        |
| 267189 | 2000 QK194             | 31 d'agost de 2000     | Socorro              | LINEAR        |
| 267190 | 2000 QO200             | 29 d'agost de 2000     | Socorro              | LINEAR        |
| 267191 | 2000 QQ203             | 29 d'agost de 2000     | Socorro              | LINEAR        |
| 267192 | 2000 QH227             | 31 d'agost de 2000     | Socorro              | LINEAR        |
| 267193 | 2000 RY31              | 1 de setembre de 2000  | Socorro              | LINEAR        |
| 267194 | 2000 RM81              | 1 de setembre de 2000  | Socorro              | LINEAR        |
| 267195 | 2000 RL88              | 3 de setembre de 2000  | Socorro              | LINEAR        |
| 267196 | 2000 RS88              | 3 de setembre de 2000  | Socorro              | LINEAR        |
| 267197 | 2000 SP9               | 23 de setembre de 2000 | Socorro              | LINEAR        |
| 267198 | 2000 SA14              | 22 de setembre de 2000 | Socorro              | LINEAR        |
| 267199 | 2000 SH29              | 24 de setembre de 2000 | Socorro              | LINEAR        |
| 267200 | 2000 SE36              | 24 de setembre de 2000 | Socorro              | LINEAR        |

## 267201-267300
| Nom    | Designació provisional | Data de descobriment   | Lloc de descobriment | Descobridor/s  |
| ------ | ---------------------- | ---------------------- | -------------------- | -------------- |
| 267201 | 2000 SZ92              | 23 de setembre de 2000 | Socorro              | LINEAR         |
| 267202 | 2000 SM97              | 23 de setembre de 2000 | Socorro              | LINEAR         |
| 267203 | 2000 SX132             | 23 de setembre de 2000 | Socorro              | LINEAR         |
| 267204 | 2000 SQ135             | 23 de setembre de 2000 | Socorro              | LINEAR         |
| 267205 | 2000 SZ173             | 28 de setembre de 2000 | Socorro              | LINEAR         |
| 267206 | 2000 SB248             | 24 de setembre de 2000 | Socorro              | LINEAR         |
| 267207 | 2000 SG251             | 24 de setembre de 2000 | Socorro              | LINEAR         |
| 267208 | 2000 SU263             | 26 de setembre de 2000 | Socorro              | LINEAR         |
| 267209 | 2000 SV304             | 30 de setembre de 2000 | Socorro              | LINEAR         |
| 267210 | 2000 SA321             | 29 de setembre de 2000 | Bergisch Gladbac     | W. Bickel      |
| 267211 | 2000 SZ363             | 20 de setembre de 2000 | Socorro              | LINEAR         |
| 267212 | 2000 TZ39              | 1 d'octubre de 2000    | Socorro              | LINEAR         |
| 267213 | 2000 TW57              | 2 d'octubre de 2000    | Socorro              | LINEAR         |
| 267214 | 2000 TP59              | 2 d'octubre de 2000    | Anderson Mesa        | LONEOS         |
| 267215 | 2000 UQ68              | 25 d'octubre de 2000   | Socorro              | LINEAR         |
| 267216 | 2000 UE114             | 25 d'octubre de 2000   | Socorro              | LINEAR         |
| 267217 | 2000 VO7               | 1 de novembre de 2000  | Socorro              | LINEAR         |
| 267218 | 2000 WS103             | 27 de novembre de 2000 | Socorro              | LINEAR         |
| 267219 | 2000 WZ105             | 29 de novembre de 2000 | Kitt Peak            | Spacewatch     |
| 267220 | 2000 WK155             | 30 de novembre de 2000 | Socorro              | LINEAR         |
| 267221 | 2001 AD2               | 2 de gener de 2001     | Socorro              | LINEAR         |
| 267222 | 2001 DN2               | 16 de febrer de 2001   | Kitt Peak            | Spacewatch     |
| 267223 | 2001 DQ8               | 16 de febrer de 2001   | Socorro              | LINEAR         |
| 267224 | 2001 FL4               | 19 de març de 2001     | Kitt Peak            | Spacewatch     |
| 267225 | 2001 FM18              | 19 de març de 2001     | Anderson Mesa        | LONEOS         |
| 267226 | 2001 FR69              | 19 de març de 2001     | Socorro              | LINEAR         |
| 267227 | 2001 FC74              | 19 de març de 2001     | Socorro              | LINEAR         |
| 267228 | 2001 FT125             | 24 de març de 2001     | Kitt Peak            | Spacewatch     |
| 267229 | 2001 FQ181             | 21 de març de 2001     | Kitt Peak            | Spacewatch     |
| 267230 | 2001 HW13              | 18 d'abril de 2001     | Prescott             | P. G. Comba    |
| 267231 | 2001 HV14              | 23 d'abril de 2001     | Kitt Peak            | Spacewatch     |
| 267232 | 2001 HC20              | 26 d'abril de 2001     | Socorro              | LINEAR         |
| 267233 | 2001 HE21              | 23 d'abril de 2001     | Socorro              | LINEAR         |
| 267234 | 2001 HY63              | 27 d'abril de 2001     | Socorro              | LINEAR         |
| 267235 | 2001 KP                | 17 de maig de 2001     | Socorro              | LINEAR         |
| 267236 | 2001 KN15              | 18 de maig de 2001     | Socorro              | LINEAR         |
| 267237 | 2001 KL21              | 23 de maig de 2001     | Socorro              | LINEAR         |
| 267238 | 2001 KD51              | 22 de maig de 2001     | Socorro              | LINEAR         |
| 267239 | 2001 KT60              | 17 de maig de 2001     | Socorro              | LINEAR         |
| 267240 | 2001 NW5               | 13 de juliol de 2001   | Palomar              | NEAT           |
| 267241 | 2001 NP19              | 15 de juliol de 2001   | Haleakala            | NEAT           |
| 267242 | 2001 OZ35              | 24 de juliol de 2001   | Palomar              | NEAT           |
| 267243 | 2001 OZ38              | 20 de juliol de 2001   | Palomar              | NEAT           |
| 267244 | 2001 OA39              | 20 de juliol de 2001   | Palomar              | NEAT           |
| 267245 | 2001 OE41              | 21 de juliol de 2001   | Palomar              | NEAT           |
| 267246 | 2001 OE68              | 16 de juliol de 2001   | Anderson Mesa        | LONEOS         |
| 267247 | 2001 OJ87              | 29 de juliol de 2001   | Palomar              | NEAT           |
| 267248 | 2001 OT100             | 27 de juliol de 2001   | Anderson Mesa        | LONEOS         |
| 267249 | 2001 PV4               | 6 d'agost de 2001      | Haleakala            | NEAT           |
| 267250 | 2001 PC25              | 11 d'agost de 2001     | Haleakala            | NEAT           |
| 267251 | 2001 PS26              | 11 d'agost de 2001     | Haleakala            | NEAT           |
| 267252 | 2001 PS57              | 14 d'agost de 2001     | Haleakala            | NEAT           |
| 267253 | 2001 PS58              | 14 d'agost de 2001     | Haleakala            | NEAT           |
| 267254 | 2001 QR13              | 16 d'agost de 2001     | Socorro              | LINEAR         |
| 267255 | 2001 QN37              | 16 d'agost de 2001     | Socorro              | LINEAR         |
| 267256 | 2001 QR44              | 16 d'agost de 2001     | Socorro              | LINEAR         |
| 267257 | 2001 QY91              | 19 d'agost de 2001     | Socorro              | LINEAR         |
| 267258 | 2001 QX168             | 26 d'agost de 2001     | Haleakala            | NEAT           |
| 267259 | 2001 QQ175             | 22 d'agost de 2001     | Kitt Peak            | Spacewatch     |
| 267260 | 2001 QO178             | 26 d'agost de 2001     | Haleakala            | NEAT           |
| 267261 | 2001 QN180             | 25 d'agost de 2001     | Palomar              | NEAT           |
| 267262 | 2001 QL203             | 23 d'agost de 2001     | Anderson Mesa        | LONEOS         |
| 267263 | 2001 QG222             | 24 d'agost de 2001     | Anderson Mesa        | LONEOS         |
| 267264 | 2001 QW230             | 24 d'agost de 2001     | Anderson Mesa        | LONEOS         |
| 267265 | 2001 QN255             | 25 d'agost de 2001     | Socorro              | LINEAR         |
| 267266 | 2001 QH265             | 26 d'agost de 2001     | Desert Eagle         | W. K. Y. Yeung |
| 267267 | 2001 QK270             | 19 d'agost de 2001     | Socorro              | LINEAR         |
| 267268 | 2001 QJ294             | 24 d'agost de 2001     | Anderson Mesa        | LONEOS         |
| 267269 | 2001 RB8               | 8 de setembre de 2001  | Socorro              | LINEAR         |
| 267270 | 2001 RP17              | 11 de setembre de 2001 | Socorro              | LINEAR         |
| 267271 | 2001 RC21              | 7 de setembre de 2001  | Socorro              | LINEAR         |
| 267272 | 2001 RG29              | 7 de setembre de 2001  | Socorro              | LINEAR         |
| 267273 | 2001 RX35              | 8 de setembre de 2001  | Socorro              | LINEAR         |
| 267274 | 2001 RG47              | 12 de setembre de 2001 | Socorro              | LINEAR         |
| 267275 | 2001 RH59              | 12 de setembre de 2001 | Socorro              | LINEAR         |
| 267276 | 2001 RG71              | 10 de setembre de 2001 | Socorro              | LINEAR         |
| 267277 | 2001 RT114             | 12 de setembre de 2001 | Socorro              | LINEAR         |
| 267278 | 2001 RO118             | 12 de setembre de 2001 | Socorro              | LINEAR         |
| 267279 | 2001 RR139             | 12 de setembre de 2001 | Socorro              | LINEAR         |
| 267280 | 2001 RK152             | 11 de setembre de 2001 | Anderson Mesa        | LONEOS         |
| 267281 | 2001 SM11              | 16 de setembre de 2001 | Socorro              | LINEAR         |
| 267282 | 2001 SC21              | 16 de setembre de 2001 | Socorro              | LINEAR         |
| 267283 | 2001 SC51              | 16 de setembre de 2001 | Socorro              | LINEAR         |
| 267284 | 2001 SP54              | 16 de setembre de 2001 | Socorro              | LINEAR         |
| 267285 | 2001 SX61              | 17 de setembre de 2001 | Socorro              | LINEAR         |
| 267286 | 2001 SU63              | 17 de setembre de 2001 | Socorro              | LINEAR         |
| 267287 | 2001 ST77              | 19 de setembre de 2001 | Socorro              | LINEAR         |
| 267288 | 2001 SF86              | 20 de setembre de 2001 | Socorro              | LINEAR         |
| 267289 | 2001 SN99              | 20 de setembre de 2001 | Socorro              | LINEAR         |
| 267290 | 2001 SV130             | 16 de setembre de 2001 | Socorro              | LINEAR         |
| 267291 | 2001 SC132             | 16 de setembre de 2001 | Socorro              | LINEAR         |
| 267292 | 2001 SN138             | 16 de setembre de 2001 | Socorro              | LINEAR         |
| 267293 | 2001 SW162             | 17 de setembre de 2001 | Socorro              | LINEAR         |
| 267294 | 2001 SX176             | 16 de setembre de 2001 | Socorro              | LINEAR         |
| 267295 | 2001 SF177             | 16 de setembre de 2001 | Socorro              | LINEAR         |
| 267296 | 2001 SE196             | 19 de setembre de 2001 | Socorro              | LINEAR         |
| 267297 | 2001 SZ202             | 19 de setembre de 2001 | Socorro              | LINEAR         |
| 267298 | 2001 SQ208             | 19 de setembre de 2001 | Socorro              | LINEAR         |
| 267299 | 2001 SZ209             | 19 de setembre de 2001 | Socorro              | LINEAR         |
| 267300 | 2001 SP217             | 19 de setembre de 2001 | Socorro              | LINEAR         |

## 267301-267400
| Nom    | Designació provisional | Data de descobriment   | Lloc de descobriment | Descobridor/s            |
| ------ | ---------------------- | ---------------------- | -------------------- | ------------------------ |
| 267301 | 2001 ST224             | 19 de setembre de 2001 | Socorro              | LINEAR                   |
| 267302 | 2001 SH228             | 19 de setembre de 2001 | Socorro              | LINEAR                   |
| 267303 | 2001 SB229             | 19 de setembre de 2001 | Socorro              | LINEAR                   |
| 267304 | 2001 SC240             | 19 de setembre de 2001 | Socorro              | LINEAR                   |
| 267305 | 2001 SX243             | 19 de setembre de 2001 | Socorro              | LINEAR                   |
| 267306 | 2001 SV248             | 19 de setembre de 2001 | Socorro              | LINEAR                   |
| 267307 | 2001 SJ251             | 19 de setembre de 2001 | Socorro              | LINEAR                   |
| 267308 | 2001 SE256             | 19 de setembre de 2001 | Socorro              | LINEAR                   |
| 267309 | 2001 SL305             | 20 de setembre de 2001 | Socorro              | LINEAR                   |
| 267310 | 2001 TQ6               | 10 d'octubre de 2001   | Palomar              | NEAT                     |
| 267311 | 2001 TM61              | 13 d'octubre de 2001   | Socorro              | LINEAR                   |
| 267312 | 2001 TR86              | 14 d'octubre de 2001   | Socorro              | LINEAR                   |
| 267313 | 2001 TR91              | 14 d'octubre de 2001   | Socorro              | LINEAR                   |
| 267314 | 2001 TC161             | 11 d'octubre de 2001   | Palomar              | NEAT                     |
| 267315 | 2001 TW167             | 15 d'octubre de 2001   | Socorro              | LINEAR                   |
| 267316 | 2001 TS172             | 13 d'octubre de 2001   | Socorro              | LINEAR                   |
| 267317 | 2001 TF210             | 13 d'octubre de 2001   | Palomar              | NEAT                     |
| 267318 | 2001 TA224             | 14 d'octubre de 2001   | Socorro              | LINEAR                   |
| 267319 | 2001 TK254             | 14 d'octubre de 2001   | Apache Point         | Sloan Digital Sky Survey |
| 267320 | 2001 TV260             | 8 d'octubre de 2001    | Palomar              | NEAT                     |
| 267321 | 2001 UX1               | 17 d'octubre de 2001   | Socorro              | LINEAR                   |
| 267322 | 2001 UC31              | 16 d'octubre de 2001   | Socorro              | LINEAR                   |
| 267323 | 2001 UX35              | 16 d'octubre de 2001   | Socorro              | LINEAR                   |
| 267324 | 2001 UL38              | 17 d'octubre de 2001   | Socorro              | LINEAR                   |
| 267325 | 2001 UA53              | 17 d'octubre de 2001   | Socorro              | LINEAR                   |
| 267326 | 2001 UP77              | 17 d'octubre de 2001   | Socorro              | LINEAR                   |
| 267327 | 2001 UP87              | 21 d'octubre de 2001   | Kitt Peak            | Spacewatch               |
| 267328 | 2001 UL102             | 20 d'octubre de 2001   | Socorro              | LINEAR                   |
| 267329 | 2001 UZ118             | 22 d'octubre de 2001   | Socorro              | LINEAR                   |
| 267330 | 2001 UU134             | 21 d'octubre de 2001   | Socorro              | LINEAR                   |
| 267331 | 2001 UJ141             | 23 d'octubre de 2001   | Socorro              | LINEAR                   |
| 267332 | 2001 UT182             | 16 d'octubre de 2001   | Socorro              | LINEAR                   |
| 267333 | 2001 UZ193             | 18 d'octubre de 2001   | Palomar              | NEAT                     |
| 267334 | 2001 UD207             | 20 d'octubre de 2001   | Socorro              | LINEAR                   |
| 267335 | 2001 UB215             | 23 d'octubre de 2001   | Socorro              | LINEAR                   |
| 267336 | 2001 UR226             | 24 d'octubre de 2001   | Palomar              | NEAT                     |
| 267337 | 2001 VK5               | 11 de novembre de 2001 | Socorro              | LINEAR                   |
| 267338 | 2001 VF45              | 9 de novembre de 2001  | Socorro              | LINEAR                   |
| 267339 | 2001 VE55              | 10 de novembre de 2001 | Socorro              | LINEAR                   |
| 267340 | 2001 VC86              | 12 de novembre de 2001 | Socorro              | LINEAR                   |
| 267341 | 2001 VC93              | 15 de novembre de 2001 | Socorro              | LINEAR                   |
| 267342 | 2001 VF103             | 12 de novembre de 2001 | Socorro              | LINEAR                   |
| 267343 | 2001 VF119             | 12 de novembre de 2001 | Socorro              | LINEAR                   |
| 267344 | 2001 VY120             | 12 de novembre de 2001 | Socorro              | LINEAR                   |
| 267345 | 2001 WE13              | 17 de novembre de 2001 | Socorro              | LINEAR                   |
| 267346 | 2001 WC16              | 23 de novembre de 2001 | Uccle                | T. Pauwels               |
| 267347 | 2001 WM31              | 17 de novembre de 2001 | Socorro              | LINEAR                   |
| 267348 | 2001 WX42              | 18 de novembre de 2001 | Socorro              | LINEAR                   |
| 267349 | 2001 WK43              | 18 de novembre de 2001 | Socorro              | LINEAR                   |
| 267350 | 2001 WU43              | 18 de novembre de 2001 | Socorro              | LINEAR                   |
| 267351 | 2001 WM55              | 19 de novembre de 2001 | Socorro              | LINEAR                   |
| 267352 | 2001 WW64              | 20 de novembre de 2001 | Socorro              | LINEAR                   |
| 267353 | 2001 WE90              | 21 de novembre de 2001 | Socorro              | LINEAR                   |
| 267354 | 2001 WS90              | 21 de novembre de 2001 | Socorro              | LINEAR                   |
| 267355 | 2001 XE                | 3 de desembre de 2001  | Socorro              | LINEAR                   |
| 267356 | 2001 XW5               | 7 de desembre de 2001  | Socorro              | LINEAR                   |
| 267357 | 2001 XF20              | 9 de desembre de 2001  | Socorro              | LINEAR                   |
| 267358 | 2001 XX21              | 9 de desembre de 2001  | Socorro              | LINEAR                   |
| 267359 | 2001 XX34              | 9 de desembre de 2001  | Socorro              | LINEAR                   |
| 267360 | 2001 XQ37              | 9 de desembre de 2001  | Socorro              | LINEAR                   |
| 267361 | 2001 XB42              | 9 de desembre de 2001  | Socorro              | LINEAR                   |
| 267362 | 2001 XS42              | 9 de desembre de 2001  | Socorro              | LINEAR                   |
| 267363 | 2001 XC51              | 10 de desembre de 2001 | Socorro              | LINEAR                   |
| 267364 | 2001 XW64              | 10 de desembre de 2001 | Socorro              | LINEAR                   |
| 267365 | 2001 XO70              | 11 de desembre de 2001 | Socorro              | LINEAR                   |
| 267366 | 2001 XX76              | 11 de desembre de 2001 | Socorro              | LINEAR                   |
| 267367 | 2001 XV92              | 10 de desembre de 2001 | Socorro              | LINEAR                   |
| 267368 | 2001 XQ94              | 10 de desembre de 2001 | Socorro              | LINEAR                   |
| 267369 | 2001 XX94              | 10 de desembre de 2001 | Socorro              | LINEAR                   |
| 267370 | 2001 XZ104             | 14 de desembre de 2001 | Kitt Peak            | Spacewatch               |
| 267371 | 2001 XJ118             | 13 de desembre de 2001 | Socorro              | LINEAR                   |
| 267372 | 2001 XP156             | 14 de desembre de 2001 | Socorro              | LINEAR                   |
| 267373 | 2001 XV158             | 14 de desembre de 2001 | Socorro              | LINEAR                   |
| 267374 | 2001 XS167             | 14 de desembre de 2001 | Socorro              | LINEAR                   |
| 267375 | 2001 XD180             | 14 de desembre de 2001 | Socorro              | LINEAR                   |
| 267376 | 2001 XU183             | 14 de desembre de 2001 | Socorro              | LINEAR                   |
| 267377 | 2001 XG195             | 14 de desembre de 2001 | Socorro              | LINEAR                   |
| 267378 | 2001 XD217             | 14 de desembre de 2001 | Socorro              | LINEAR                   |
| 267379 | 2001 XE219             | 15 de desembre de 2001 | Socorro              | LINEAR                   |
| 267380 | 2001 XU227             | 15 de desembre de 2001 | Socorro              | LINEAR                   |
| 267381 | 2001 XA229             | 15 de desembre de 2001 | Socorro              | LINEAR                   |
| 267382 | 2001 XY230             | 15 de desembre de 2001 | Socorro              | LINEAR                   |
| 267383 | 2001 XB232             | 15 de desembre de 2001 | Socorro              | LINEAR                   |
| 267384 | 2001 XO233             | 15 de desembre de 2001 | Socorro              | LINEAR                   |
| 267385 | 2001 XS236             | 15 de desembre de 2001 | Socorro              | LINEAR                   |
| 267386 | 2001 XD240             | 15 de desembre de 2001 | Socorro              | LINEAR                   |
| 267387 | 2001 XN245             | 15 de desembre de 2001 | Socorro              | LINEAR                   |
| 267388 | 2001 YO13              | 17 de desembre de 2001 | Socorro              | LINEAR                   |
| 267389 | 2001 YU65              | 18 de desembre de 2001 | Socorro              | LINEAR                   |
| 267390 | 2001 YY85              | 18 de desembre de 2001 | Socorro              | LINEAR                   |
| 267391 | 2001 YK95              | 18 de desembre de 2001 | Palomar              | NEAT                     |
| 267392 | 2001 YX96              | 17 de desembre de 2001 | Socorro              | LINEAR                   |
| 267393 | 2001 YL108             | 17 de desembre de 2001 | Socorro              | LINEAR                   |
| 267394 | 2001 YR126             | 17 de desembre de 2001 | Socorro              | LINEAR                   |
| 267395 | 2001 YU154             | 19 de desembre de 2001 | Palomar              | NEAT                     |
| 267396 | 2001 YD160             | 18 de desembre de 2001 | Apache Point         | Sloan Digital Sky Survey |
| 267397 | 2002 AT16              | 5 de gener de 2002     | Haleakala            | NEAT                     |
| 267398 | 2002 AV23              | 6 de gener de 2002     | Palomar              | NEAT                     |
| 267399 | 2002 AO28              | 7 de gener de 2002     | Anderson Mesa        | LONEOS                   |
| 267400 | 2002 AZ38              | 9 de gener de 2002     | Socorro              | LINEAR                   |

## 267401-267500
| Nom    | Designació provisional | Data de descobriment   | Lloc de descobriment | Descobridor/s              |
| ------ | ---------------------- | ---------------------- | -------------------- | -------------------------- |
| 267401 | 2002 AS68              | 12 de gener de 2002    | Kitt Peak            | Spacewatch                 |
| 267402 | 2002 AX71              | 8 de gener de 2002     | Socorro              | LINEAR                     |
| 267403 | 2002 AE98              | 8 de gener de 2002     | Socorro              | LINEAR                     |
| 267404 | 2002 AU98              | 8 de gener de 2002     | Socorro              | LINEAR                     |
| 267405 | 2002 AH101             | 8 de gener de 2002     | Socorro              | LINEAR                     |
| 267406 | 2002 AN107             | 9 de gener de 2002     | Socorro              | LINEAR                     |
| 267407 | 2002 AF114             | 9 de gener de 2002     | Socorro              | LINEAR                     |
| 267408 | 2002 AL145             | 13 de gener de 2002    | Socorro              | LINEAR                     |
| 267409 | 2002 AT171             | 14 de gener de 2002    | Socorro              | LINEAR                     |
| 267410 | 2002 AM172             | 14 de gener de 2002    | Socorro              | LINEAR                     |
| 267411 | 2002 AF181             | 5 de gener de 2002     | Palomar              | NEAT                       |
| 267412 | 2002 AR197             | 14 de gener de 2002    | Palomar              | NEAT                       |
| 267413 | 2002 AN202             | 13 de gener de 2002    | Socorro              | LINEAR                     |
| 267414 | 2002 AB203             | 14 de gener de 2002    | Socorro              | LINEAR                     |
| 267415 | 2002 BT1               | 20 de gener de 2002    | Desert Eagle         | W. K. Y. Yeung             |
| 267416 | 2002 BV1               | 21 de gener de 2002    | Desert Eagle         | W. K. Y. Yeung             |
| 267417 | 2002 BY14              | 19 de gener de 2002    | Socorro              | LINEAR                     |
| 267418 | 2002 BV22              | 23 de gener de 2002    | Socorro              | LINEAR                     |
| 267419 | 2002 CF4               | 6 de febrer de 2002    | Socorro              | LINEAR                     |
| 267420 | 2002 CE9               | 6 de febrer de 2002    | Kitt Peak            | Spacewatch                 |
| 267421 | 2002 CD22              | 5 de febrer de 2002    | Palomar              | NEAT                       |
| 267422 | 2002 CN36              | 7 de febrer de 2002    | Socorro              | LINEAR                     |
| 267423 | 2002 CG41              | 7 de febrer de 2002    | Palomar              | NEAT                       |
| 267424 | 2002 CY50              | 12 de febrer de 2002   | Desert Eagle         | W. K. Y. Yeung             |
| 267425 | 2002 CA56              | 7 de febrer de 2002    | Socorro              | LINEAR                     |
| 267426 | 2002 CB60              | 6 de febrer de 2002    | Socorro              | LINEAR                     |
| 267427 | 2002 CS64              | 6 de febrer de 2002    | Socorro              | LINEAR                     |
| 267428 | 2002 CE65              | 6 de febrer de 2002    | Socorro              | LINEAR                     |
| 267429 | 2002 CD69              | 7 de febrer de 2002    | Socorro              | LINEAR                     |
| 267430 | 2002 CH73              | 7 de febrer de 2002    | Socorro              | LINEAR                     |
| 267431 | 2002 CU102             | 7 de febrer de 2002    | Socorro              | LINEAR                     |
| 267432 | 2002 CM120             | 23 de desembre de 2001 | Anderson Mesa        | LONEOS                     |
| 267433 | 2002 CR124             | 7 de febrer de 2002    | Socorro              | LINEAR                     |
| 267434 | 2002 CF130             | 7 de febrer de 2002    | Socorro              | LINEAR                     |
| 267435 | 2002 CL143             | 9 de febrer de 2002    | Socorro              | LINEAR                     |
| 267436 | 2002 CM157             | 7 de febrer de 2002    | Socorro              | LINEAR                     |
| 267437 | 2002 CZ177             | 10 de febrer de 2002   | Socorro              | LINEAR                     |
| 267438 | 2002 CY189             | 10 de febrer de 2002   | Socorro              | LINEAR                     |
| 267439 | 2002 CE198             | 10 de febrer de 2002   | Socorro              | LINEAR                     |
| 267440 | 2002 CK212             | 10 de febrer de 2002   | Socorro              | LINEAR                     |
| 267441 | 2002 CS216             | 10 de febrer de 2002   | Socorro              | LINEAR                     |
| 267442 | 2002 CQ272             | 8 de febrer de 2002    | Anderson Mesa        | LONEOS                     |
| 267443 | 2002 CH299             | 12 de febrer de 2002   | Socorro              | LINEAR                     |
| 267444 | 2002 CA304             | 13 de febrer de 2002   | Kitt Peak            | Spacewatch                 |
| 267445 | 2002 CJ304             | 14 de febrer de 2002   | Kitt Peak            | Spacewatch                 |
| 267446 | 2002 CH314             | 11 de febrer de 2002   | Socorro              | LINEAR                     |
| 267447 | 2002 DP1               | 18 de febrer de 2002   | Cima Ekar            | Asiago-DLR Asteroid Survey |
| 267448 | 2002 DF7               | 19 de febrer de 2002   | Socorro              | LINEAR                     |
| 267449 | 2002 DT8               | 19 de febrer de 2002   | Socorro              | LINEAR                     |
| 267450 | 2002 DN10              | 20 de febrer de 2002   | Socorro              | LINEAR                     |
| 267451 | 2002 DD11              | 19 de febrer de 2002   | Socorro              | LINEAR                     |
| 267452 | 2002 DE14              | 16 de febrer de 2002   | Palomar              | NEAT                       |
| 267453 | 2002 DY18              | 21 de febrer de 2002   | Socorro              | LINEAR                     |
| 267454 | 2002 EQ15              | 5 de març de 2002      | Haleakala            | NEAT                       |
| 267455 | 2002 EY20              | 10 de març de 2002     | Palomar              | NEAT                       |
| 267456 | 2002 EV28              | 9 de març de 2002      | Socorro              | LINEAR                     |
| 267457 | 2002 ER34              | 11 de març de 2002     | Palomar              | NEAT                       |
| 267458 | 2002 EK55              | 13 de març de 2002     | Socorro              | LINEAR                     |
| 267459 | 2002 EZ66              | 13 de març de 2002     | Socorro              | LINEAR                     |
| 267460 | 2002 EB68              | 13 de març de 2002     | Socorro              | LINEAR                     |
| 267461 | 2002 EN94              | 14 de març de 2002     | Socorro              | LINEAR                     |
| 267462 | 2002 EW98              | 13 de març de 2002     | Socorro              | LINEAR                     |
| 267463 | 2002 EQ100             | 5 de març de 2002      | Palomar              | NEAT                       |
| 267464 | 2002 EF104             | 9 de març de 2002      | Anderson Mesa        | LONEOS                     |
| 267465 | 2002 EX117             | 10 de març de 2002     | Kitt Peak            | Spacewatch                 |
| 267466 | 2002 EF130             | 12 de març de 2002     | Anderson Mesa        | LONEOS                     |
| 267467 | 2002 EP140             | 12 de març de 2002     | Palomar              | NEAT                       |
| 267468 | 2002 ER141             | 12 de març de 2002     | Palomar              | NEAT                       |
| 267469 | 2002 EJ157             | 13 de març de 2002     | Palomar              | NEAT                       |
| 267470 | 2002 FF22              | 19 de març de 2002     | Socorro              | LINEAR                     |
| 267471 | 2002 FJ22              | 19 de març de 2002     | Socorro              | LINEAR                     |
| 267472 | 2002 FW22              | 19 de març de 2002     | Haleakala            | NEAT                       |
| 267473 | 2002 FM24              | 19 de març de 2002     | Palomar              | NEAT                       |
| 267474 | 2002 FC26              | 19 de març de 2002     | Palomar              | NEAT                       |
| 267475 | 2002 FV31              | 19 de març de 2002     | Palomar              | NEAT                       |
| 267476 | 2002 GG12              | 15 d'abril de 2002     | Desert Eagle         | W. K. Y. Yeung             |
| 267477 | 2002 GX12              | 14 d'abril de 2002     | Socorro              | LINEAR                     |
| 267478 | 2002 GB24              | 15 d'abril de 2002     | Palomar              | NEAT                       |
| 267479 | 2002 GT29              | 7 d'abril de 2002      | Cerro Tololo         | M. W. Buie                 |
| 267480 | 2002 GY38              | 2 d'abril de 2002      | Kitt Peak            | Spacewatch                 |
| 267481 | 2002 GX48              | 4 d'abril de 2002      | Palomar              | NEAT                       |
| 267482 | 2002 GT72              | 9 d'abril de 2002      | Anderson Mesa        | LONEOS                     |
| 267483 | 2002 GT74              | 9 d'abril de 2002      | Kitt Peak            | Spacewatch                 |
| 267484 | 2002 GW80              | 10 d'abril de 2002     | Socorro              | LINEAR                     |
| 267485 | 2002 GP125             | 12 d'abril de 2002     | Socorro              | LINEAR                     |
| 267486 | 2002 GY137             | 12 d'abril de 2002     | Palomar              | NEAT                       |
| 267487 | 2002 GD139             | 13 d'abril de 2002     | Kitt Peak            | Spacewatch                 |
| 267488 | 2002 GE155             | 13 d'abril de 2002     | Palomar              | NEAT                       |
| 267489 | 2002 GQ164             | 14 d'abril de 2002     | Palomar              | NEAT                       |
| 267490 | 2002 GH179             | 15 d'abril de 2002     | Palomar              | NEAT                       |
| 267491 | 2002 GN189             | 1 de desembre de 2005  | Kitt Peak            | Spacewatch                 |
| 267492 | 2002 HA4               | 16 d'abril de 2002     | Socorro              | LINEAR                     |
| 267493 | 2002 JO3               | 3 de maig de 2002      | Anderson Mesa        | LONEOS                     |
| 267494 | 2002 JB9               | 6 de maig de 2002      | Socorro              | LINEAR                     |
| 267495 | 2002 JR16              | 6 de maig de 2002      | Palomar              | NEAT                       |
| 267496 | 2002 JY88              | 11 de maig de 2002     | Socorro              | LINEAR                     |
| 267497 | 2002 JZ119             | 5 de maig de 2002      | Palomar              | NEAT                       |
| 267498 | 2002 JC121             | 5 de maig de 2002      | Kitt Peak            | Spacewatch                 |
| 267499 | 2002 JH123             | 6 de maig de 2002      | Palomar              | NEAT                       |
| 267500 | 2002 JV124             | 6 de maig de 2002      | Palomar              | NEAT                       |

## 267501-267600
| Nom             | Designació provisional | Data de descobriment  | Lloc de descobriment | Descobridor/s     |
| --------------- | ---------------------- | --------------------- | -------------------- | ----------------- |
| 267501          | 2002 JV127             | 7 de maig de 2002     | Palomar              | NEAT              |
| 267502          | 2002 JP144             | 13 de maig de 2002    | Palomar              | NEAT              |
| 267503          | 2002 JP145             | 14 de maig de 2002    | Palomar              | NEAT              |
| 267504          | 2002 KJ9               | 16 de maig de 2002    | Haleakala            | NEAT              |
| 267505          | 2002 LL50              | 6 de juny de 2002     | Kitt Peak            | Spacewatch        |
| 267506          | 2002 MJ1               | 18 de juny de 2002    | Socorro              | LINEAR            |
| 267507          | 2002 NK3               | 8 de juliol de 2002   | Palomar              | NEAT              |
| 267508          | 2002 NN8               | 1 de juliol de 2002   | Palomar              | NEAT              |
| 267509          | 2002 NH12              | 4 de juliol de 2002   | Palomar              | NEAT              |
| 267510          | 2002 NO15              | 5 de juliol de 2002   | Socorro              | LINEAR            |
| 267511          | 2002 NA25              | 9 de juliol de 2002   | Socorro              | LINEAR            |
| 267512          | 2002 NX34              | 9 de juliol de 2002   | Socorro              | LINEAR            |
| 267513          | 2002 NF37              | 9 de juliol de 2002   | Socorro              | LINEAR            |
| 267514          | 2002 ND44              | 11 de juliol de 2002  | Campo Imperatore     | CINEOS            |
| 267515          | 2002 NO49              | 14 de juliol de 2002  | Palomar              | NEAT              |
| 267516          | 2002 NC68              | 3 de juliol de 2002   | Palomar              | NEAT              |
| 267517          | 2002 NQ70              | 9 de juliol de 2002   | Palomar              | NEAT              |
| 267518          | 2002 NK71              | 8 de juliol de 2002   | Palomar              | NEAT              |
| 267519          | 2002 NP71              | 8 de juliol de 2002   | Palomar              | NEAT              |
| 267520          | 2002 NU71              | 9 de juliol de 2002   | Palomar              | NEAT              |
| 267521          | 2002 NE75              | 16 d'abril de 2001    | Kitt Peak            | Spacewatch        |
| 267522          | 2002 OZ13              | 18 de juliol de 2002  | Socorro              | LINEAR            |
| 267523          | 2002 OA16              | 18 de juliol de 2002  | Socorro              | LINEAR            |
| 267524          | 2002 OK27              | 22 de juliol de 2002  | Palomar              | NEAT              |
| 267525          | 2002 OH31              | 17 de juliol de 2002  | Palomar              | NEAT              |
| 267526          | 2002 PC10              | 5 d'agost de 2002     | Palomar              | NEAT              |
| 267527          | 2002 PX10              | 5 d'agost de 2002     | Palomar              | NEAT              |
| 267528          | 2002 PO14              | 6 d'agost de 2002     | Palomar              | NEAT              |
| 267529          | 2002 PK27              | 6 d'agost de 2002     | Palomar              | NEAT              |
| 267530          | 2002 PG29              | 6 d'agost de 2002     | Palomar              | NEAT              |
| 267531          | 2002 PJ31              | 6 d'agost de 2002     | Palomar              | NEAT              |
| 267532          | 2002 PK50              | 10 d'agost de 2002    | Socorro              | LINEAR            |
| 267533          | 2002 PL57              | 9 d'agost de 2002     | Socorro              | LINEAR            |
| 267534          | 2002 PJ62              | 8 d'agost de 2002     | Palomar              | NEAT              |
| 267535          | 2002 PD67              | 6 d'agost de 2002     | Palomar              | NEAT              |
| 267536          | 2002 PX67              | 6 d'agost de 2002     | Palomar              | NEAT              |
| 267537          | 2002 PA69              | 10 d'agost de 2002    | Socorro              | LINEAR            |
| 267538          | 2002 PC71              | 11 d'agost de 2002    | Socorro              | LINEAR            |
| 267539          | 2002 PC87              | 4 d'agost de 2002     | Palomar              | NEAT              |
| 267540          | 2002 PA94              | 11 d'agost de 2002    | Haleakala            | NEAT              |
| 267541          | 2002 PH114             | 13 d'agost de 2002    | Kitt Peak            | Spacewatch        |
| 267542          | 2002 PJ120             | 13 d'agost de 2002    | Anderson Mesa        | LONEOS            |
| 267543          | 2002 PT124             | 13 d'agost de 2002    | Anderson Mesa        | LONEOS            |
| 267544          | 2002 PY127             | 14 d'agost de 2002    | Socorro              | LINEAR            |
| 267545          | 2002 PS138             | 11 d'agost de 2002    | Socorro              | LINEAR            |
| 267546          | 2002 PG158             | 8 d'agost de 2002     | Palomar              | S. F. Hoenig      |
| 267547          | 2002 PE163             | 8 d'agost de 2002     | Palomar              | S. F. Hoenig      |
| 267548          | 2002 PS167             | 8 d'agost de 2002     | Palomar              | NEAT              |
| 267549          | 2002 PH173             | 8 d'agost de 2002     | Palomar              | NEAT              |
| 267550          | 2002 PJ174             | 8 d'agost de 2002     | Palomar              | NEAT              |
| 267551          | 2002 PP174             | 15 d'agost de 2002    | Palomar              | NEAT              |
| 267552          | 2002 PZ175             | 15 d'agost de 2002    | Palomar              | NEAT              |
| 267553          | 2002 PV176             | 7 d'agost de 2002     | Palomar              | NEAT              |
| 267554          | 2002 PU177             | 15 d'agost de 2002    | Palomar              | NEAT              |
| 267555          | 2002 PT180             | 15 d'agost de 2002    | Palomar              | NEAT              |
| 267556          | 2002 PC185             | 11 d'agost de 2002    | Palomar              | NEAT              |
| 267557          | 2002 PL186             | 11 d'agost de 2002    | Palomar              | NEAT              |
| 267558          | 2002 QA16              | 26 d'agost de 2002    | Palomar              | NEAT              |
| 267559          | 2002 QS23              | 28 d'agost de 2002    | Palomar              | NEAT              |
| 267560          | 2002 QV25              | 29 d'agost de 2002    | Kitt Peak            | Spacewatch        |
| 267561          | 2002 QS39              | 30 d'agost de 2002    | Palomar              | NEAT              |
| 267562          | 2002 QY42              | 30 d'agost de 2002    | Palomar              | NEAT              |
| 267563          | 2002 QP44              | 30 d'agost de 2002    | Palomar              | NEAT              |
| 267564          | 2002 QJ52              | 29 d'agost de 2002    | Palomar              | S. F. Hoenig      |
| 267565          | 2002 QM52              | 29 d'agost de 2002    | Palomar              | S. F. Hoenig      |
| 267566          | 2002 QD53              | 29 d'agost de 2002    | Palomar              | S. F. Hoenig      |
| 267567          | 2002 QA55              | 29 d'agost de 2002    | Palomar              | S. F. Hoenig      |
| 267568          | 2002 QC62              | 27 d'agost de 2002    | Palomar              | NEAT              |
| 267569          | 2002 QV66              | 30 d'agost de 2002    | Palomar              | NEAT              |
| 267570          | 2002 QG67              | 16 d'agost de 2002    | Haleakala            | NEAT              |
| 267571          | 2002 QS73              | 30 d'agost de 2002    | Palomar              | NEAT              |
| 267572          | 2002 QT74              | 19 d'agost de 2002    | Palomar              | NEAT              |
| 267573          | 2002 QD94              | 29 d'agost de 2002    | Palomar              | NEAT              |
| 267574          | 2002 QQ96              | 18 d'agost de 2002    | Palomar              | NEAT              |
| 267575          | 2002 QJ102             | 20 d'agost de 2002    | Palomar              | NEAT              |
| 267576          | 2002 QM102             | 20 d'agost de 2002    | Palomar              | NEAT              |
| 267577          | 2002 QG103             | 28 d'agost de 2002    | Palomar              | NEAT              |
| 267578          | 2002 QG106             | 19 d'agost de 2002    | Palomar              | NEAT              |
| 267579          | 2002 QY106             | 18 d'agost de 2002    | Palomar              | NEAT              |
| 267580          | 2002 QB108             | 17 d'agost de 2002    | Palomar              | NEAT              |
| 267581          | 2002 QO110             | 17 d'agost de 2002    | Palomar              | NEAT              |
| 267582          | 2002 QE111             | 26 d'agost de 2002    | Palomar              | NEAT              |
| 267583          | 2002 QE126             | 20 d'agost de 2002    | Palomar              | NEAT              |
| 267584          | 2002 QU128             | 28 d'agost de 2002    | Palomar              | NEAT              |
| 267585 Popluhár | 2002 QA130             | 17 d'agost de 2002    | Palomar              | NEAT              |
| 267586          | 2002 QE139             | 17 d'agost de 2002    | Palomar              | NEAT              |
| 267587          | 2002 QO141             | 5 de setembre de 2007 | Mount Lemmon         | Mt. Lemmon Survey |
| 267588          | 2002 RV1               | 4 de setembre de 2002 | Anderson Mesa        | LONEOS            |
| 267589          | 2002 RK8               | 3 de setembre de 2002 | Haleakala            | NEAT              |
| 267590          | 2002 RZ12              | 4 de setembre de 2002 | Anderson Mesa        | LONEOS            |
| 267591          | 2002 RS18              | 4 de setembre de 2002 | Anderson Mesa        | LONEOS            |
| 267592          | 2002 RS23              | 4 de setembre de 2002 | Anderson Mesa        | LONEOS            |
| 267593          | 2002 RQ35              | 5 de setembre de 2002 | Anderson Mesa        | LONEOS            |
| 267594          | 2002 RC41              | 5 de setembre de 2002 | Socorro              | LINEAR            |
| 267595          | 2002 RR44              | 5 de setembre de 2002 | Socorro              | LINEAR            |
| 267596          | 2002 RO47              | 5 de setembre de 2002 | Socorro              | LINEAR            |
| 267597          | 2002 RS53              | 5 de setembre de 2002 | Socorro              | LINEAR            |
| 267598          | 2002 RV53              | 5 de setembre de 2002 | Socorro              | LINEAR            |
| 267599          | 2002 RY59              | 5 de setembre de 2002 | Anderson Mesa        | LONEOS            |
| 267600          | 2002 RL69              | 4 de setembre de 2002 | Anderson Mesa        | LONEOS            |

## 267601-267700
| Nom    | Designació provisional | Data de descobriment   | Lloc de descobriment | Descobridor/s            |
| ------ | ---------------------- | ---------------------- | -------------------- | ------------------------ |
| 267601 | 2002 RE71              | 4 de setembre de 2002  | Palomar              | NEAT                     |
| 267602 | 2002 RB72              | 5 de setembre de 2002  | Socorro              | LINEAR                   |
| 267603 | 2002 RC79              | 5 de setembre de 2002  | Socorro              | LINEAR                   |
| 267604 | 2002 RX84              | 5 de setembre de 2002  | Socorro              | LINEAR                   |
| 267605 | 2002 RG92              | 5 de setembre de 2002  | Socorro              | LINEAR                   |
| 267606 | 2002 RP92              | 5 de setembre de 2002  | Socorro              | LINEAR                   |
| 267607 | 2002 RH105             | 5 de setembre de 2002  | Socorro              | LINEAR                   |
| 267608 | 2002 RV110             | 6 de setembre de 2002  | Socorro              | LINEAR                   |
| 267609 | 2002 RG111             | 6 de setembre de 2002  | Socorro              | LINEAR                   |
| 267610 | 2002 RU148             | 11 de setembre de 2002 | Palomar              | NEAT                     |
| 267611 | 2002 RY156             | 11 de setembre de 2002 | Palomar              | NEAT                     |
| 267612 | 2002 RT158             | 11 de setembre de 2002 | Palomar              | NEAT                     |
| 267613 | 2002 RX158             | 11 de setembre de 2002 | Palomar              | NEAT                     |
| 267614 | 2002 RM162             | 12 de setembre de 2002 | Palomar              | NEAT                     |
| 267615 | 2002 RN164             | 12 de setembre de 2002 | Palomar              | NEAT                     |
| 267616 | 2002 RK172             | 13 de setembre de 2002 | Anderson Mesa        | LONEOS                   |
| 267617 | 2002 RP189             | 14 de setembre de 2002 | Palomar              | NEAT                     |
| 267618 | 2002 RA193             | 12 de setembre de 2002 | Palomar              | NEAT                     |
| 267619 | 2002 RM202             | 13 de setembre de 2002 | Palomar              | NEAT                     |
| 267620 | 2002 RK217             | 14 de setembre de 2002 | Palomar              | NEAT                     |
| 267621 | 2002 RJ221             | 15 de setembre de 2002 | Palomar              | NEAT                     |
| 267622 | 2002 RW222             | 15 de setembre de 2002 | Haleakala            | NEAT                     |
| 267623 | 2002 RN224             | 13 de setembre de 2002 | Anderson Mesa        | LONEOS                   |
| 267624 | 2002 RU227             | 14 de setembre de 2002 | Palomar              | NEAT                     |
| 267625 | 2002 RD232             | 11 de setembre de 2002 | Wrightwood           | J. W. Young              |
| 267626 | 2002 RG237             | 15 de setembre de 2002 | Palomar              | R. Matson                |
| 267627 | 2002 RP245             | 1 de setembre de 2002  | Palomar              | NEAT                     |
| 267628 | 2002 RA252             | 12 de setembre de 2002 | Palomar              | NEAT                     |
| 267629 | 2002 RY266             | 13 de setembre de 2002 | Palomar              | NEAT                     |
| 267630 | 2002 RW268             | 1 de setembre de 2002  | Palomar              | NEAT                     |
| 267631 | 2002 RO270             | 4 de setembre de 2002  | Palomar              | NEAT                     |
| 267632 | 2002 RN281             | 12 de setembre de 2002 | Palomar              | NEAT                     |
| 267633 | 2002 SU6               | 27 de setembre de 2002 | Palomar              | NEAT                     |
| 267634 | 2002 SK7               | 27 de setembre de 2002 | Palomar              | NEAT                     |
| 267635 | 2002 SC8               | 27 de setembre de 2002 | Palomar              | NEAT                     |
| 267636 | 2002 ST17              | 26 de setembre de 2002 | Palomar              | NEAT                     |
| 267637 | 2002 SN20              | 26 de setembre de 2002 | Palomar              | NEAT                     |
| 267638 | 2002 SF29              | 28 de setembre de 2002 | Palomar              | NEAT                     |
| 267639 | 2002 ST37              | 29 de setembre de 2002 | Haleakala            | NEAT                     |
| 267640 | 2002 SY41              | 28 de setembre de 2002 | Palomar              | NEAT                     |
| 267641 | 2002 SQ44              | 29 de setembre de 2002 | Haleakala            | NEAT                     |
| 267642 | 2002 SR45              | 29 de setembre de 2002 | Kitt Peak            | Spacewatch               |
| 267643 | 2002 SS66              | 16 de setembre de 2002 | Palomar              | NEAT                     |
| 267644 | 2002 SA71              | 16 de setembre de 2002 | Palomar              | NEAT                     |
| 267645 | 2002 SR71              | 17 de setembre de 2002 | Palomar              | NEAT                     |
| 267646 | 2002 SL72              | 16 de setembre de 2002 | Palomar              | NEAT                     |
| 267647 | 2002 TQ                | 1 d'octubre de 2002    | Anderson Mesa        | LONEOS                   |
| 267648 | 2002 TG6               | 1 d'octubre de 2002    | Socorro              | LINEAR                   |
| 267649 | 2002 TC15              | 1 d'octubre de 2002    | Haleakala            | NEAT                     |
| 267650 | 2002 TS21              | 2 d'octubre de 2002    | Socorro              | LINEAR                   |
| 267651 | 2002 TQ23              | 2 d'octubre de 2002    | Socorro              | LINEAR                   |
| 267652 | 2002 TX35              | 2 d'octubre de 2002    | Socorro              | LINEAR                   |
| 267653 | 2002 TW60              | 3 d'octubre de 2002    | Socorro              | LINEAR                   |
| 267654 | 2002 TX62              | 3 d'octubre de 2002    | Campo Imperatore     | CINEOS                   |
| 267655 | 2002 TX64              | 5 d'octubre de 2002    | Palomar              | NEAT                     |
| 267656 | 2002 TP66              | 4 d'octubre de 2002    | Socorro              | LINEAR                   |
| 267657 | 2002 TL74              | 3 d'octubre de 2002    | Palomar              | NEAT                     |
| 267658 | 2002 TV86              | 3 d'octubre de 2002    | Socorro              | LINEAR                   |
| 267659 | 2002 TU98              | 3 d'octubre de 2002    | Socorro              | LINEAR                   |
| 267660 | 2002 TP99              | 4 d'octubre de 2002    | Palomar              | NEAT                     |
| 267661 | 2002 TW125             | 4 d'octubre de 2002    | Socorro              | LINEAR                   |
| 267662 | 2002 TQ139             | 4 d'octubre de 2002    | Anderson Mesa        | LONEOS                   |
| 267663 | 2002 TM142             | 3 d'octubre de 2002    | Socorro              | LINEAR                   |
| 267664 | 2002 TK186             | 4 d'octubre de 2002    | Socorro              | LINEAR                   |
| 267665 | 2002 TL229             | 7 d'octubre de 2002    | Socorro              | LINEAR                   |
| 267666 | 2002 TM249             | 7 d'octubre de 2002    | Socorro              | LINEAR                   |
| 267667 | 2002 TK257             | 9 d'octubre de 2002    | Socorro              | LINEAR                   |
| 267668 | 2002 TQ262             | 10 d'octubre de 2002   | Palomar              | NEAT                     |
| 267669 | 2002 TK271             | 9 d'octubre de 2002    | Socorro              | LINEAR                   |
| 267670 | 2002 TA272             | 9 d'octubre de 2002    | Socorro              | LINEAR                   |
| 267671 | 2002 TZ289             | 10 d'octubre de 2002   | Socorro              | LINEAR                   |
| 267672 | 2002 TO307             | 4 d'octubre de 2002    | Apache Point         | Sloan Digital Sky Survey |
| 267673 | 2002 TA310             | 4 d'octubre de 2002    | Apache Point         | Sloan Digital Sky Survey |
| 267674 | 2002 TQ310             | 4 d'octubre de 2002    | Apache Point         | Sloan Digital Sky Survey |
| 267675 | 2002 TF318             | 5 d'octubre de 2002    | Apache Point         | Sloan Digital Sky Survey |
| 267676 | 2002 TG348             | 5 d'octubre de 2002    | Apache Point         | Sloan Digital Sky Survey |
| 267677 | 2002 TG385             | 3 d'octubre de 2002    | Palomar              | NEAT                     |
| 267678 | 2002 UL2               | 28 d'octubre de 2002   | Socorro              | LINEAR                   |
| 267679 | 2002 UA8               | 28 d'octubre de 2002   | Palomar              | NEAT                     |
| 267680 | 2002 UW10              | 28 d'octubre de 2002   | Palomar              | NEAT                     |
| 267681 | 2002 UV18              | 30 d'octubre de 2002   | Kitt Peak            | Spacewatch               |
| 267682 | 2002 UX20              | 28 d'octubre de 2002   | Haleakala            | NEAT                     |
| 267683 | 2002 UU24              | 29 d'octubre de 2002   | Kitt Peak            | Spacewatch               |
| 267684 | 2002 UB30              | 30 d'octubre de 2002   | Kitt Peak            | Spacewatch               |
| 267685 | 2002 UD33              | 31 d'octubre de 2002   | Palomar              | NEAT                     |
| 267686 | 2002 VT4               | 4 de novembre de 2002  | Palomar              | NEAT                     |
| 267687 | 2002 VY22              | 5 de novembre de 2002  | Socorro              | LINEAR                   |
| 267688 | 2002 VJ37              | 4 de novembre de 2002  | Palomar              | NEAT                     |
| 267689 | 2002 VL79              | 7 de novembre de 2002  | Socorro              | LINEAR                   |
| 267690 | 2002 VN88              | 11 de novembre de 2002 | Socorro              | LINEAR                   |
| 267691 | 2002 VQ97              | 12 de novembre de 2002 | Socorro              | LINEAR                   |
| 267692 | 2002 VH113             | 13 de novembre de 2002 | Palomar              | NEAT                     |
| 267693 | 2002 VC135             | 7 de novembre de 2002  | Socorro              | LINEAR                   |
| 267694 | 2002 WP4               | 25 de novembre de 2002 | Palomar              | NEAT                     |
| 267695 | 2002 WA8               | 24 de novembre de 2002 | Palomar              | NEAT                     |
| 267696 | 2002 XD19              | 2 de desembre de 2002  | Socorro              | LINEAR                   |
| 267697 | 2002 XY30              | 6 de desembre de 2002  | Socorro              | LINEAR                   |
| 267698 | 2002 XW43              | 6 de desembre de 2002  | Socorro              | LINEAR                   |
| 267699 | 2002 XH68              | 12 de desembre de 2002 | Palomar              | NEAT                     |
| 267700 | 2002 XA74              | 11 de desembre de 2002 | Socorro              | LINEAR                   |

## 267701-267800
| Nom    | Designació provisional | Data de descobriment   | Lloc de descobriment | Descobridor/s              |
| ------ | ---------------------- | ---------------------- | -------------------- | -------------------------- |
| 267701 | 2002 XA104             | 5 de desembre de 2002  | Socorro              | LINEAR                     |
| 267702 | 2002 XK110             | 6 de desembre de 2002  | Socorro              | LINEAR                     |
| 267703 | 2002 XD118             | 10 de desembre de 2002 | Palomar              | NEAT                       |
| 267704 | 2002 YM28              | 31 de desembre de 2002 | Socorro              | LINEAR                     |
| 267705 | 2003 AA23              | 7 de gener de 2003     | Socorro              | LINEAR                     |
| 267706 | 2003 AJ36              | 7 de gener de 2003     | Socorro              | LINEAR                     |
| 267707 | 2003 AT38              | 7 de gener de 2003     | Socorro              | LINEAR                     |
| 267708 | 2003 AV56              | 5 de gener de 2003     | Socorro              | LINEAR                     |
| 267709 | 2003 AB57              | 5 de gener de 2003     | Socorro              | LINEAR                     |
| 267710 | 2003 AQ57              | 5 de gener de 2003     | Socorro              | LINEAR                     |
| 267711 | 2003 AM91              | 5 de gener de 2003     | Socorro              | LINEAR                     |
| 267712 | 2003 BZ8               | 26 de gener de 2003    | Anderson Mesa        | LONEOS                     |
| 267713 | 2003 BU10              | 26 de gener de 2003    | Anderson Mesa        | LONEOS                     |
| 267714 | 2003 BS19              | 26 de gener de 2003    | Haleakala            | NEAT                       |
| 267715 | 2003 BC36              | 26 de gener de 2003    | Kitt Peak            | Spacewatch                 |
| 267716 | 2003 BS37              | 29 de gener de 2003    | Kitt Peak            | Spacewatch                 |
| 267717 | 2003 BZ47              | 31 de gener de 2003    | Socorro              | LINEAR                     |
| 267718 | 2003 BE61              | 27 de gener de 2003    | Haleakala            | NEAT                       |
| 267719 | 2003 BX91              | 24 de gener de 2003    | Palomar              | NEAT                       |
| 267720 | 2003 CA                | 1 de febrer de 2003    | Socorro              | LINEAR                     |
| 267721 | 2003 CL11              | 4 de febrer de 2003    | Socorro              | LINEAR                     |
| 267722 | 2003 DD14              | 26 de febrer de 2003   | Socorro              | LINEAR                     |
| 267723 | 2003 ED3               | 6 de març de 2003      | Socorro              | LINEAR                     |
| 267724 | 2003 EY11              | 6 de març de 2003      | Socorro              | LINEAR                     |
| 267725 | 2003 EV17              | 6 de març de 2003      | Cima Ekar            | Asiago-DLR Asteroid Survey |
| 267726 | 2003 EG57              | 9 de març de 2003      | Anderson Mesa        | LONEOS                     |
| 267727 | 2003 EX58              | 12 de març de 2003     | Socorro              | LINEAR                     |
| 267728 | 2003 EG59              | 12 de març de 2003     | Socorro              | LINEAR                     |
| 267729 | 2003 FC5               | 27 de març de 2003     | Socorro              | LINEAR                     |
| 267730 | 2003 FL8               | 29 de març de 2003     | Anderson Mesa        | LONEOS                     |
| 267731 | 2003 FK21              | 24 de març de 2003     | Kitt Peak            | Spacewatch                 |
| 267732 | 2003 FN37              | 23 de març de 2003     | Kitt Peak            | Spacewatch                 |
| 267733 | 2003 FF61              | 26 de març de 2003     | Palomar              | NEAT                       |
| 267734 | 2003 FO62              | 26 de març de 2003     | Kitt Peak            | Spacewatch                 |
| 267735 | 2003 FP69              | 26 de març de 2003     | Palomar              | NEAT                       |
| 267736 | 2003 FD78              | 27 de març de 2003     | Catalina             | CSS                        |
| 267737 | 2003 FB91              | 29 de març de 2003     | Anderson Mesa        | LONEOS                     |
| 267738 | 2003 FS92              | 29 de març de 2003     | Anderson Mesa        | LONEOS                     |
| 267739 | 2003 FM104             | 25 de març de 2003     | Kitt Peak            | Spacewatch                 |
| 267740 | 2003 FZ105             | 26 de març de 2003     | Palomar              | NEAT                       |
| 267741 | 2003 FX107             | 31 de març de 2003     | Anderson Mesa        | LONEOS                     |
| 267742 | 2003 FG115             | 31 de març de 2003     | Kitt Peak            | Spacewatch                 |
| 267743 | 2003 FQ117             | 25 de març de 2003     | Palomar              | NEAT                       |
| 267744 | 2003 GZ25              | 4 d'abril de 2003      | Kitt Peak            | Spacewatch                 |
| 267745 | 2003 GR35              | 5 d'abril de 2003      | Anderson Mesa        | LONEOS                     |
| 267746 | 2003 GH36              | 5 d'abril de 2003      | Anderson Mesa        | LONEOS                     |
| 267747 | 2003 GT38              | 7 d'abril de 2003      | Kitt Peak            | Spacewatch                 |
| 267748 | 2003 GR50              | 8 d'abril de 2003      | Haleakala            | NEAT                       |
| 267749 | 2003 HO8               | 25 d'abril de 2003     | Anderson Mesa        | LONEOS                     |
| 267750 | 2003 HL22              | 24 d'abril de 2003     | Anderson Mesa        | LONEOS                     |
| 267751 | 2003 HL26              | 26 d'abril de 2003     | Kitt Peak            | Spacewatch                 |
| 267752 | 2003 JS1               | 1 de maig de 2003      | Socorro              | LINEAR                     |
| 267753 | 2003 JK17              | 9 de maig de 2003      | Socorro              | LINEAR                     |
| 267754 | 2003 KG9               | 26 de maig de 2003     | Haleakala            | NEAT                       |
| 267755 | 2003 KY12              | 27 de maig de 2003     | Kitt Peak            | Spacewatch                 |
| 267756 | 2003 LH2               | 2 de juny de 2003      | Kitt Peak            | Spacewatch                 |
| 267757 | 2003 LJ3               | 4 de juny de 2003      | Kitt Peak            | Spacewatch                 |
| 267758 | 2003 MJ1               | 22 de juny de 2003     | Socorro              | LINEAR                     |
| 267759 | 2003 MC7               | 28 de juny de 2003     | Anderson Mesa        | LONEOS                     |
| 267760 | 2003 NG10              | 3 de juliol de 2003    | Kitt Peak            | Spacewatch                 |
| 267761 | 2003 OQ16              | 26 de juliol de 2003   | Palomar              | NEAT                       |
| 267762 | 2003 PK5               | 4 d'agost de 2003      | Socorro              | LINEAR                     |
| 267763 | 2003 QT9               | 22 d'agost de 2003     | Socorro              | LINEAR                     |
| 267764 | 2003 QX30              | 23 d'agost de 2003     | Crni Vrh             | Crni Vrh                   |
| 267765 | 2003 QC58              | 23 d'agost de 2003     | Socorro              | LINEAR                     |
| 267766 | 2003 QP94              | 28 d'agost de 2003     | Haleakala            | NEAT                       |
| 267767 | 2003 RJ10              | 3 de setembre de 2003  | Wrightwood           | J. W. Young, A. Grigsby    |
| 267768 | 2003 RX20              | 15 de setembre de 2003 | Anderson Mesa        | LONEOS                     |
| 267769 | 2003 SO14              | 17 de setembre de 2003 | Kitt Peak            | Spacewatch                 |
| 267770 | 2003 SK23              | 16 de setembre de 2003 | Haleakala            | NEAT                       |
| 267771 | 2003 SE32              | 16 de setembre de 2003 | Palomar              | NEAT                       |
| 267772 | 2003 SB70              | 17 de setembre de 2003 | Kitt Peak            | Spacewatch                 |
| 267773 | 2003 SB74              | 18 de setembre de 2003 | Kitt Peak            | Spacewatch                 |
| 267774 | 2003 SB82              | 17 de setembre de 2003 | Kitt Peak            | Spacewatch                 |
| 267775 | 2003 SH82              | 17 de setembre de 2003 | Kitt Peak            | Spacewatch                 |
| 267776 | 2003 SK87              | 17 de setembre de 2003 | Socorro              | LINEAR                     |
| 267777 | 2003 SO89              | 18 de setembre de 2003 | Palomar              | NEAT                       |
| 267778 | 2003 SR93              | 18 de setembre de 2003 | Palomar              | NEAT                       |
| 267779 | 2003 SO104             | 20 de setembre de 2003 | Haleakala            | NEAT                       |
| 267780 | 2003 SF120             | 17 de setembre de 2003 | Kitt Peak            | Spacewatch                 |
| 267781 | 2003 SO151             | 18 de setembre de 2003 | Socorro              | LINEAR                     |
| 267782 | 2003 SQ155             | 19 de setembre de 2003 | Anderson Mesa        | LONEOS                     |
| 267783 | 2003 SX160             | 17 de setembre de 2003 | Kitt Peak            | Spacewatch                 |
| 267784 | 2003 SC162             | 18 de setembre de 2003 | Kitt Peak            | Spacewatch                 |
| 267785 | 2003 SH162             | 19 de setembre de 2003 | Socorro              | LINEAR                     |
| 267786 | 2003 SN168             | 23 de setembre de 2003 | Haleakala            | NEAT                       |
| 267787 | 2003 ST182             | 20 de setembre de 2003 | Campo Imperatore     | CINEOS                     |
| 267788 | 2003 SM186             | 22 de setembre de 2003 | Anderson Mesa        | LONEOS                     |
| 267789 | 2003 SE191             | 18 de setembre de 2003 | Palomar              | NEAT                       |
| 267790 | 2003 SZ202             | 22 de setembre de 2003 | Anderson Mesa        | LONEOS                     |
| 267791 | 2003 SK204             | 22 de setembre de 2003 | Socorro              | LINEAR                     |
| 267792 | 2003 SF213             | 26 de setembre de 2003 | Palomar              | NEAT                       |
| 267793 | 2003 SH218             | 28 de setembre de 2003 | Desert Eagle         | W. K. Y. Yeung             |
| 267794 | 2003 SM246             | 26 de setembre de 2003 | Socorro              | LINEAR                     |
| 267795 | 2003 SM250             | 26 de setembre de 2003 | Socorro              | LINEAR                     |
| 267796 | 2003 SM257             | 28 de setembre de 2003 | Socorro              | LINEAR                     |
| 267797 | 2003 SZ263             | 28 de setembre de 2003 | Socorro              | LINEAR                     |
| 267798 | 2003 SW271             | 26 de setembre de 2003 | Goodricke-Pigott     | R. A. Tucker               |
| 267799 | 2003 SZ275             | 29 de setembre de 2003 | Socorro              | LINEAR                     |
| 267800 | 2003 SK279             | 17 de setembre de 2003 | Socorro              | LINEAR                     |

## 267801-267900
| Nom    | Designació provisional | Data de descobriment   | Lloc de descobriment | Descobridor/s    |
| ------ | ---------------------- | ---------------------- | -------------------- | ---------------- |
| 267801 | 2003 SB280             | 18 de setembre de 2003 | Palomar              | NEAT             |
| 267802 | 2003 SZ281             | 19 de setembre de 2003 | Palomar              | NEAT             |
| 267803 | 2003 SJ289             | 28 de setembre de 2003 | Socorro              | LINEAR           |
| 267804 | 2003 SX311             | 29 de setembre de 2003 | Kitt Peak            | Spacewatch       |
| 267805 | 2003 SF318             | 16 de setembre de 2003 | Kitt Peak            | Spacewatch       |
| 267806 | 2003 SJ322             | 28 de setembre de 2003 | Anderson Mesa        | LONEOS           |
| 267807 | 2003 ST342             | 17 de setembre de 2003 | Kitt Peak            | Spacewatch       |
| 267808 | 2003 SQ422             | 28 de setembre de 2003 | Anderson Mesa        | LONEOS           |
| 267809 | 2003 SQ430             | 22 de setembre de 2003 | Kitt Peak            | Spacewatch       |
| 267810 | 2003 TM16              | 15 d'octubre de 2003   | Anderson Mesa        | LONEOS           |
| 267811 | 2003 TC17              | 14 d'octubre de 2003   | Anderson Mesa        | LONEOS           |
| 267812 | 2003 TX19              | 14 d'octubre de 2003   | Anderson Mesa        | LONEOS           |
| 267813 | 2003 TZ19              | 5 d'octubre de 2003    | Kitt Peak            | Spacewatch       |
| 267814 | 2003 TK35              | 1 d'octubre de 2003    | Kitt Peak            | Spacewatch       |
| 267815 | 2003 TR55              | 5 d'octubre de 2003    | Kitt Peak            | Spacewatch       |
| 267816 | 2003 UB14              | 16 d'octubre de 2003   | Kitt Peak            | Spacewatch       |
| 267817 | 2003 UZ15              | 16 d'octubre de 2003   | Anderson Mesa        | LONEOS           |
| 267818 | 2003 UP16              | 16 d'octubre de 2003   | Anderson Mesa        | LONEOS           |
| 267819 | 2003 UB33              | 16 d'octubre de 2003   | Kitt Peak            | Spacewatch       |
| 267820 | 2003 UE34              | 17 d'octubre de 2003   | Kitt Peak            | Spacewatch       |
| 267821 | 2003 UB35              | 27 d'octubre de 2003   | Socorro              | LINEAR           |
| 267822 | 2003 UT40              | 16 d'octubre de 2003   | Anderson Mesa        | LONEOS           |
| 267823 | 2003 UK47              | 20 d'octubre de 2003   | Goodricke-Pigott     | R. A. Tucker     |
| 267824 | 2003 UK55              | 18 d'octubre de 2003   | Palomar              | NEAT             |
| 267825 | 2003 UR63              | 16 d'octubre de 2003   | Palomar              | NEAT             |
| 267826 | 2003 UW74              | 17 d'octubre de 2003   | Anderson Mesa        | LONEOS           |
| 267827 | 2003 UO78              | 18 d'octubre de 2003   | Kitt Peak            | Spacewatch       |
| 267828 | 2003 UL82              | 19 d'octubre de 2003   | Kitt Peak            | Spacewatch       |
| 267829 | 2003 UX93              | 18 d'octubre de 2003   | Kitt Peak            | Spacewatch       |
| 267830 | 2003 UJ117             | 21 d'octubre de 2003   | Socorro              | LINEAR           |
| 267831 | 2003 UV120             | 18 d'octubre de 2003   | Kitt Peak            | Spacewatch       |
| 267832 | 2003 UQ127             | 21 d'octubre de 2003   | Kitt Peak            | Spacewatch       |
| 267833 | 2003 UN133             | 20 d'octubre de 2003   | Socorro              | LINEAR           |
| 267834 | 2003 UC135             | 21 d'octubre de 2003   | Anderson Mesa        | LONEOS           |
| 267835 | 2003 UM140             | 16 d'octubre de 2003   | Anderson Mesa        | LONEOS           |
| 267836 | 2003 UV147             | 18 d'octubre de 2003   | Palomar              | NEAT             |
| 267837 | 2003 UG152             | 21 d'octubre de 2003   | Kitt Peak            | Spacewatch       |
| 267838 | 2003 UR160             | 21 d'octubre de 2003   | Kitt Peak            | Spacewatch       |
| 267839 | 2003 UP196             | 21 d'octubre de 2003   | Kitt Peak            | Spacewatch       |
| 267840 | 2003 UR197             | 21 d'octubre de 2003   | Anderson Mesa        | LONEOS           |
| 267841 | 2003 UR204             | 22 d'octubre de 2003   | Kitt Peak            | Spacewatch       |
| 267842 | 2003 UM212             | 23 d'octubre de 2003   | Kitt Peak            | Spacewatch       |
| 267843 | 2003 UR214             | 21 d'octubre de 2003   | Anderson Mesa        | LONEOS           |
| 267844 | 2003 UX224             | 22 d'octubre de 2003   | Kitt Peak            | Spacewatch       |
| 267845 | 2003 US226             | 22 d'octubre de 2003   | Kitt Peak            | Spacewatch       |
| 267846 | 2003 UC228             | 23 d'octubre de 2003   | Kitt Peak            | Spacewatch       |
| 267847 | 2003 UH236             | 22 d'octubre de 2003   | Kitt Peak            | Spacewatch       |
| 267848 | 2003 UJ248             | 25 d'octubre de 2003   | Socorro              | LINEAR           |
| 267849 | 2003 UK262             | 26 d'octubre de 2003   | Haleakala            | NEAT             |
| 267850 | 2003 UX278             | 25 d'octubre de 2003   | Socorro              | LINEAR           |
| 267851 | 2003 UF283             | 29 d'octubre de 2003   | Anderson Mesa        | LONEOS           |
| 267852 | 2003 UJ283             | 30 d'octubre de 2003   | Kitt Peak            | Deep Lens Survey |
| 267853 | 2003 UL283             | 30 d'octubre de 2003   | Socorro              | LINEAR           |
| 267854 | 2003 UG318             | 16 d'octubre de 2003   | Palomar              | NEAT             |
| 267855 | 2003 VR2               | 14 de novembre de 2003 | Palomar              | NEAT             |
| 267856 | 2003 VL5               | 15 de novembre de 2003 | Kitt Peak            | Spacewatch       |
| 267857 | 2003 VU10              | 15 de novembre de 2003 | Kitt Peak            | Spacewatch       |
| 267858 | 2003 WJ5               | 18 de novembre de 2003 | Palomar              | NEAT             |
| 267859 | 2003 WH9               | 18 de novembre de 2003 | Kitt Peak            | Spacewatch       |
| 267860 | 2003 WV27              | 16 de novembre de 2003 | Kitt Peak            | Spacewatch       |
| 267861 | 2003 WA31              | 18 de novembre de 2003 | Palomar              | NEAT             |
| 267862 | 2003 WM36              | 19 de novembre de 2003 | Kitt Peak            | Spacewatch       |
| 267863 | 2003 WW40              | 19 de novembre de 2003 | Kitt Peak            | Spacewatch       |
| 267864 | 2003 WG80              | 20 de novembre de 2003 | Socorro              | LINEAR           |
| 267865 | 2003 WK84              | 19 de novembre de 2003 | Socorro              | LINEAR           |
| 267866 | 2003 WM103             | 21 de novembre de 2003 | Socorro              | LINEAR           |
| 267867 | 2003 WJ110             | 20 de novembre de 2003 | Socorro              | LINEAR           |
| 267868 | 2003 WC112             | 20 de novembre de 2003 | Socorro              | LINEAR           |
| 267869 | 2003 WC115             | 20 de novembre de 2003 | Socorro              | LINEAR           |
| 267870 | 2003 WU147             | 23 de novembre de 2003 | Kitt Peak            | Spacewatch       |
| 267871 | 2003 WW152             | 26 de novembre de 2003 | Socorro              | LINEAR           |
| 267872 | 2003 WD157             | 29 de novembre de 2003 | Kingsnake            | J. V. McClusky   |
| 267873 | 2003 WS162             | 30 de novembre de 2003 | Kitt Peak            | Spacewatch       |
| 267874 | 2003 WE164             | 30 de novembre de 2003 | Kitt Peak            | Spacewatch       |
| 267875 | 2003 WM168             | 19 de novembre de 2003 | Palomar              | NEAT             |
| 267876 | 2003 XD23              | 1 de desembre de 2003  | Kitt Peak            | Spacewatch       |
| 267877 | 2003 XX31              | 1 de desembre de 2003  | Kitt Peak            | Spacewatch       |
| 267878 | 2003 YY17              | 16 de desembre de 2003 | Anderson Mesa        | LONEOS           |
| 267879 | 2003 YL28              | 17 de desembre de 2003 | Palomar              | NEAT             |
| 267880 | 2003 YM34              | 18 de desembre de 2003 | Socorro              | LINEAR           |
| 267881 | 2003 YS34              | 18 de desembre de 2003 | Socorro              | LINEAR           |
| 267882 | 2003 YG35              | 19 de desembre de 2003 | Kitt Peak            | Spacewatch       |
| 267883 | 2003 YT59              | 19 de desembre de 2003 | Socorro              | LINEAR           |
| 267884 | 2003 YH69              | 20 de desembre de 2003 | Socorro              | LINEAR           |
| 267885 | 2003 YR74              | 18 de desembre de 2003 | Socorro              | LINEAR           |
| 267886 | 2003 YH76              | 18 de desembre de 2003 | Socorro              | LINEAR           |
| 267887 | 2003 YB93              | 21 de desembre de 2003 | Socorro              | LINEAR           |
| 267888 | 2003 YZ109             | 23 de desembre de 2003 | Socorro              | LINEAR           |
| 267889 | 2003 YO124             | 28 de desembre de 2003 | Kitt Peak            | Spacewatch       |
| 267890 | 2003 YN137             | 27 de desembre de 2003 | Kitt Peak            | Spacewatch       |
| 267891 | 2003 YW158             | 17 de desembre de 2003 | Socorro              | LINEAR           |
| 267892 | 2003 YP174             | 19 de desembre de 2003 | Socorro              | LINEAR           |
| 267893 | 2003 YX180             | 18 de desembre de 2003 | Socorro              | LINEAR           |
| 267894 | 2004 BC3               | 16 de gener de 2004    | Palomar              | NEAT             |
| 267895 | 2004 BY3               | 16 de gener de 2004    | Palomar              | NEAT             |
| 267896 | 2004 BV39              | 21 de gener de 2004    | Socorro              | LINEAR           |
| 267897 | 2004 BL49              | 21 de gener de 2004    | Socorro              | LINEAR           |
| 267898 | 2004 BB53              | 22 de gener de 2004    | Palomar              | NEAT             |
| 267899 | 2004 BS59              | 21 de gener de 2004    | Kitt Peak            | Spacewatch       |
| 267900 | 2004 BE98              | 27 de gener de 2004    | Kitt Peak            | Spacewatch       |

## 267901-268000
| Nom    | Designació provisional | Data de descobriment | Lloc de descobriment | Descobridor/s           |
| ------ | ---------------------- | -------------------- | -------------------- | ----------------------- |
| 267901 | 2004 BX106             | 27 de gener de 2004  | Socorro              | LINEAR                  |
| 267902 | 2004 BX108             | 28 de gener de 2004  | Catalina             | CSS                     |
| 267903 | 2004 BV110             | 28 de gener de 2004  | Kitt Peak            | Spacewatch              |
| 267904 | 2004 BX114             | 29 de gener de 2004  | Socorro              | LINEAR                  |
| 267905 | 2004 BJ137             | 19 de gener de 2004  | Kitt Peak            | Spacewatch              |
| 267906 | 2004 BZ157             | 28 de gener de 2004  | Kitt Peak            | Spacewatch              |
| 267907 | 2004 CU5               | 10 de febrer de 2004 | Palomar              | NEAT                    |
| 267908 | 2004 CJ10              | 11 de febrer de 2004 | Anderson Mesa        | LONEOS                  |
| 267909 | 2004 CQ23              | 12 de febrer de 2004 | Kitt Peak            | Spacewatch              |
| 267910 | 2004 CL28              | 12 de febrer de 2004 | Kitt Peak            | Spacewatch              |
| 267911 | 2004 CS61              | 11 de febrer de 2004 | Kitt Peak            | Spacewatch              |
| 267912 | 2004 CC68              | 10 de febrer de 2004 | Palomar              | NEAT                    |
| 267913 | 2004 CU72              | 13 de febrer de 2004 | Kitt Peak            | Spacewatch              |
| 267914 | 2004 CN73              | 14 de febrer de 2004 | Haleakala            | NEAT                    |
| 267915 | 2004 CR77              | 11 de febrer de 2004 | Palomar              | NEAT                    |
| 267916 | 2004 CP95              | 13 de febrer de 2004 | Kitt Peak            | Spacewatch              |
| 267917 | 2004 CH99              | 15 de febrer de 2004 | Catalina             | CSS                     |
| 267918 | 2004 CT107             | 14 de febrer de 2004 | Kitt Peak            | Spacewatch              |
| 267919 | 2004 CQ117             | 11 de febrer de 2004 | Palomar              | NEAT                    |
| 267920 | 2004 CV123             | 12 de febrer de 2004 | Kitt Peak            | Spacewatch              |
| 267921 | 2004 DC7               | 16 de febrer de 2004 | Kitt Peak            | Spacewatch              |
| 267922 | 2004 DZ10              | 16 de febrer de 2004 | Kitt Peak            | Spacewatch              |
| 267923 | 2004 DQ22              | 18 de febrer de 2004 | Socorro              | LINEAR                  |
| 267924 | 2004 DA25              | 17 de febrer de 2004 | Socorro              | LINEAR                  |
| 267925 | 2004 DR27              | 16 de febrer de 2004 | Kitt Peak            | Spacewatch              |
| 267926 | 2004 DU33              | 18 de febrer de 2004 | Socorro              | LINEAR                  |
| 267927 | 2004 DA38              | 19 de febrer de 2004 | Socorro              | LINEAR                  |
| 267928 | 2004 DZ39              | 17 de febrer de 2004 | Kitt Peak            | Spacewatch              |
| 267929 | 2004 DC43              | 23 de febrer de 2004 | Socorro              | LINEAR                  |
| 267930 | 2004 DC44              | 16 de febrer de 2004 | Socorro              | LINEAR                  |
| 267931 | 2004 DX48              | 19 de febrer de 2004 | Socorro              | LINEAR                  |
| 267932 | 2004 DR51              | 23 de febrer de 2004 | Socorro              | LINEAR                  |
| 267933 | 2004 DF59              | 23 de febrer de 2004 | Socorro              | LINEAR                  |
| 267934 | 2004 DC63              | 29 de febrer de 2004 | Kitt Peak            | Spacewatch              |
| 267935 | 2004 EF4               | 11 de març de 2004   | Palomar              | NEAT                    |
| 267936 | 2004 EB9               | 14 de març de 2004   | Palomar              | NEAT                    |
| 267937 | 2004 EE10              | 13 de març de 2004   | Palomar              | NEAT                    |
| 267938 | 2004 EQ19              | 14 de març de 2004   | Kitt Peak            | Spacewatch              |
| 267939 | 2004 EC20              | 14 de març de 2004   | Catalina             | CSS                     |
| 267940 | 2004 EM20              | 15 de març de 2004   | Socorro              | LINEAR                  |
| 267941 | 2004 EN22              | 15 de març de 2004   | Campo Imperatore     | CINEOS                  |
| 267942 | 2004 EA25              | 15 de març de 2004   | Socorro              | LINEAR                  |
| 267943 | 2004 EG35              | 12 de març de 2004   | Palomar              | NEAT                    |
| 267944 | 2004 ED42              | 15 de març de 2004   | Catalina             | CSS                     |
| 267945 | 2004 EF44              | 13 de març de 2004   | Palomar              | NEAT                    |
| 267946 | 2004 ER59              | 15 de març de 2004   | Palomar              | NEAT                    |
| 267947 | 2004 EA68              | 15 de març de 2004   | Socorro              | LINEAR                  |
| 267948 | 2004 ET73              | 15 de març de 2004   | Catalina             | CSS                     |
| 267949 | 2004 EW76              | 15 de març de 2004   | Catalina             | CSS                     |
| 267950 | 2004 ED80              | 14 de març de 2004   | Socorro              | LINEAR                  |
| 267951 | 2004 EA84              | 14 de març de 2004   | Kitt Peak            | Spacewatch              |
| 267952 | 2004 ES85              | 15 de març de 2004   | Socorro              | LINEAR                  |
| 267953 | 2004 ET85              | 15 de març de 2004   | Socorro              | LINEAR                  |
| 267954 | 2004 EO105             | 15 de març de 2004   | Kitt Peak            | Spacewatch              |
| 267955 | 2004 FL20              | 16 de març de 2004   | Catalina             | CSS                     |
| 267956 | 2004 FB21              | 16 de març de 2004   | Catalina             | CSS                     |
| 267957 | 2004 FZ27              | 17 de març de 2004   | Kitt Peak            | Spacewatch              |
| 267958 | 2004 FK29              | 24 de març de 2004   | Siding Spring        | Siding Spring Survey    |
| 267959 | 2004 FK35              | 16 de març de 2004   | Socorro              | LINEAR                  |
| 267960 | 2004 FX36              | 16 de març de 2004   | Kitt Peak            | Spacewatch              |
| 267961 | 2004 FD39              | 17 de març de 2004   | Kitt Peak            | Spacewatch              |
| 267962 | 2004 FN39              | 17 de març de 2004   | Socorro              | LINEAR                  |
| 267963 | 2004 FG45              | 16 de març de 2004   | Socorro              | LINEAR                  |
| 267964 | 2004 FK55              | 19 de març de 2004   | Socorro              | LINEAR                  |
| 267965 | 2004 FL66              | 20 de març de 2004   | Socorro              | LINEAR                  |
| 267966 | 2004 FZ72              | 17 de març de 2004   | Kitt Peak            | Spacewatch              |
| 267967 | 2004 FV86              | 19 de març de 2004   | Palomar              | NEAT                    |
| 267968 | 2004 FR93              | 22 de març de 2004   | Socorro              | LINEAR                  |
| 267969 | 2004 FG96              | 23 de març de 2004   | Socorro              | LINEAR                  |
| 267970 | 2004 FL98              | 23 de març de 2004   | Socorro              | LINEAR                  |
| 267971 | 2004 FL109             | 24 de març de 2004   | Anderson Mesa        | LONEOS                  |
| 267972 | 2004 FX109             | 24 de març de 2004   | Anderson Mesa        | LONEOS                  |
| 267973 | 2004 FO115             | 23 de març de 2004   | Socorro              | LINEAR                  |
| 267974 | 2004 FU115             | 23 de març de 2004   | Socorro              | LINEAR                  |
| 267975 | 2004 FY123             | 26 de març de 2004   | Kitt Peak            | Spacewatch              |
| 267976 | 2004 FT125             | 27 de març de 2004   | Socorro              | LINEAR                  |
| 267977 | 2004 FY145             | 30 de març de 2004   | Junk Bond            | Junk Bond               |
| 267978 | 2004 FV162             | 16 de març de 2004   | Valmeca              | C. Demeautis, D. Matter |
| 267979 | 2004 GL3               | 9 d'abril de 2004    | Siding Spring        | Siding Spring Survey    |
| 267980 | 2004 GX3               | 11 d'abril de 2004   | Palomar              | NEAT                    |
| 267981 | 2004 GF4               | 11 d'abril de 2004   | Palomar              | NEAT                    |
| 267982 | 2004 GB13              | 11 d'abril de 2004   | Palomar              | NEAT                    |
| 267983 | 2004 GC20              | 15 d'abril de 2004   | Desert Eagle         | W. K. Y. Yeung          |
| 267984 | 2004 GM20              | 9 d'abril de 2004    | Siding Spring        | Siding Spring Survey    |
| 267985 | 2004 GA26              | 14 d'abril de 2004   | Kitt Peak            | Spacewatch              |
| 267986 | 2004 GU53              | 13 d'abril de 2004   | Kitt Peak            | Spacewatch              |
| 267987 | 2004 GU56              | 13 d'abril de 2004   | Kitt Peak            | Spacewatch              |
| 267988 | 2004 GU58              | 15 d'abril de 2004   | Anderson Mesa        | LONEOS                  |
| 267989 | 2004 GX60              | 15 d'abril de 2004   | Anderson Mesa        | LONEOS                  |
| 267990 | 2004 GG64              | 13 d'abril de 2004   | Kitt Peak            | Spacewatch              |
| 267991 | 2004 GC73              | 15 d'abril de 2004   | Palomar              | NEAT                    |
| 267992 | 2004 GS78              | 11 d'abril de 2004   | Palomar              | NEAT                    |
| 267993 | 2004 GF82              | 13 d'abril de 2004   | Palomar              | NEAT                    |
| 267994 | 2004 HL12              | 19 d'abril de 2004   | Socorro              | LINEAR                  |
| 267995 | 2004 HE25              | 19 d'abril de 2004   | Socorro              | LINEAR                  |
| 267996 | 2004 HQ27              | 20 d'abril de 2004   | Socorro              | LINEAR                  |
| 267997 | 2004 HH28              | 20 d'abril de 2004   | Socorro              | LINEAR                  |
| 267998 | 2004 HV42              | 20 d'abril de 2004   | Socorro              | LINEAR                  |
| 267999 | 2004 HR72              | 28 d'abril de 2004   | Kitt Peak            | Spacewatch              |
| 268000 | 2004 JN6               | 9 de maig de 2004    | Palomar              | NEAT                    |